# よしもとプレミアムアワー
よしもとプレミアムアワーは、BSよしもとで2022年3月26日から月曜日 - 日曜日に放送されている番組である。
番組内容としては、過去民放で放送された番組を抜粋して再放送する形式となっている。また、同局のオリジナル番組となる「祇園花月presentsよしもと新喜劇」についても併記する。

## 概要
開局からの各番組は番組内容を紹介するよしもとプレミアムアワー共通フォーマットのオープニングが挿入される。
2022年10月の#26分より「よしもと新喜劇（2018年 - ）」のみが共通フォーマットのオープニングを廃止、2023年7月からはオープニングから「よしもとプレミアムアワー」の文字とその部分のナレーションを廃止し、事実上共通枠タイトルとしては廃止された。
「祇園花月presents吉本新喜劇」については開始から共通フォーマットを採用していない。
花王名人劇場 全154回
毎週土曜に2本ずつ放送されている。原則として吉本芸人が出演している回を選考して再放送している。一部肖像権の関係で一部シーンがカットされる回もある。また、オープニングのアニメーションはカットして再放送されている。 2022年10月から木曜日.金曜日にも昼.夜と再放送がされており、放送時間も9：00 - 11：00から10：00 - 12：00に変更した。2023年7月8日からは12:30 - 1:30、3:00 - 4:00に改変。
お笑い花月劇場 全86回
2022年3月から翌年12月まで毎週土曜に放送されていたた。映像が現存する1984年2月放送分から順番に再放送。再放送されない回もある。オープニングは幕開けシーンにオリジナルテロップを挿入し再放送されている。また番組紹介に1965年から1984年まで放送されていた「なんば花月」の吉本新喜劇とあるが誤りであり正しくは1965年から1986年である。 2022年10月から水曜日にも昼.夜と再放送がされている。放送時間も11：00 - 12：00から1：00 - 2：00に変更した。2023年7月8日からは6:00 - 7:00に改変。
花月爆笑劇場
毎週日曜に放送されている。映像が現存する1984年2月放送分から順番に再放送。再放送されない回もある。オープニングのアニメーションシーンをカットして幕開けシーンにオリジナルテロップを挿入して再放送されている。 2022年10月から月曜日にも昼.夜と再放送がされている。GAORAでは欠番扱いであった85年12月上席 - 86年10月上席分も再放送されている。
よしもと新喜劇（1989 - ） 全89回
「やめよッカナ!?キャンペーン」開始後から今田耕司や東野幸治たちが東京進出する少し前までの上演分の再放送。2022年3月から翌2023年12月まで日曜に放送されていた。1989年10月放送分から順番に再放送されているが、再放送されない回もあった。セリフも当時のまま再放送しているが、企画コーナーはカットされる回もあり、 2022年10月から火曜日にも昼.夜と再放送がされていた。
よしもと新喜劇（2006 - ）
小籔千豊が座長に就任後の4座長体制下の舞台の再放送。2024年から毎週火曜日の夜に放送が始まり、土曜夜と日曜夜にも火曜と同じものが放送されている。
祇園花月presents吉本新喜劇 全106回
2023年7月から毎週木曜に放送。毎日放送がなんばグランド花月で収録して地上波で放送している「よしもと新喜劇」同様、2－3週間前に祇園花月で上演したものをBSよしもとが収録して放送している。BSよしもと単独では初の吉本新喜劇レギュラー番組であり、祇園花月の新喜劇としても初のレギュラー番組。稀に公演時と放送の順序を入れ替えることがある(例として#35と#36は公演当時とは時系列が逆である、など)。2025年8月18日を以って劇場が閉館する為、9月25日の放送を以って番組終了となる予定。
よしもと新喜劇（2014 - ）
すっちーが座長に就任後の5座長体制下の舞台の再放送。2025年から毎週火曜日の夜に放送されている。
よしもと新喜劇（2018 - ）
毎週月曜.火曜に放送されている。2018年放送分から再放送されている。次回予告などは基本的にカットされずに放送されるが、毎日放送での放送当時座員だったメンバー(例：チャーリー浜など)の追悼番組を放送した時のみフェードアウトで対応する。それ以外の場合でも、既に毎日放送で放送済みであり、且つBSよしもとで後述の『お正月スペシャル』で過去に放送された作品の予告が挿入される場合は、画面右上に『BSよしもとでは別のエピソードを放送します。』とテロップを表示して対応している。
年始もオモロく! よしもと新喜劇 お正月スペシャル!
正月に放送される新喜劇特番。毎日放送で過去に放送された新春特番やそれ以外の時期に放送された新喜劇特番を放送する。2024年から2025年にかけては、年跨ぎで番組を放送した。

## 放送内容

### 花月爆笑劇場
| 2022年           | 2022年 | 2022年                   | 2022年   | 2022年               | 2022年 |
| BSよしもと放送日 | 話数   | タイトル                 | 座長     | 上演記録             | 備考 |
| ---------------- | ------ | ------------------------ | -------- | -------------------- | --- |
| 3月27日          | #1     | 時は流れて25年           | 木村進   | 84年3月下席          | うめだ花月開場25周年記念公演。 |
| 4月3日           |        | 特番の為放送休止         |          |                      | |
| 4月10日          | #2     | 男一本釣り               | 間寛平   | 84年3月上席          | 佐藤武志はこの公演を最後に退団。漫才へ転向する。 |
| 4月17日          | #3     | お達者仲間               | 木村進   | 84年7月下席 特プロ   | |
| 4月24日          | #4     | どんとこい               | 間寛平   | 84年2月上席          | 最古の映像。桑原和男がズボンのファスナーを開けっぱなしのまま出演してしまうなど珍しくハプニングの多い回だった。                                                              |
| 5月1日           | #5     | 梅に鶯、人に愛           | 室谷信雄 | 84年2月中席          | |
| 5月8日           | #6     | 喰えない奴等             | 木村進   | 84年2月下席          | フナイから92年に発売されたvhsに収録された。 |
| 5月15日          | #7     | 恋ドロボー               | 室谷信雄 | 84年3月中席          | |
| 5月22日          | #8     | 花より喧嘩               | 船場太郎 | 84年4月上席 特プロ   | |
| 5月29日          | #9     | 不惑の人                 | 船場太郎 | 84年4月上席          | |
| 6月5日           | #10    | ハネムーン騒動           | 室谷信雄 | 84年4月中席          | 2015年に発売されたDVD「花紀京〜蔵出し名作吉本新喜劇」に収録された。 |
| 6月12日          | #11    | 問題内科                 | 木村進   | 84年4月下席          | |
| 6月19日          | #12    | 今夜は泣いた             | 岡八郎   | 84年5月上席          | |
| 6月26日          | #13    | 男のリクエスト           | 間寛平   | 84年5月中席          | |
| 7月3日           | #14    | 最後の仕事               | 間寛平   | 84年5月中席 特プロ   | 特プロのみ池乃めだかが出演。 |
| 7月10日          | #15    | 永遠の三枚目             | 木村進   | 84年5月下席          | この回から1か月程、幕開け→漫才師らによるコント→CM→幕開けといった演出がされていた。 そのためOPは『生産性向上のためのBG音楽 工場向け第一集その5』は流れず幕開けとなっている。 |
| 7月17日          | #16    | 危機一発                 | 間寛平   | 84年6月上席          | |
| 7月24日          | #17    | こんな男に女は惚れる     | 木村進   | 84年6月中席 特プロ   | 一部シーンが不自然なカットをされている。 |
| 7月31日          | #18    | 命の恩人                 | 船場太郎 | 84年7月上席 特プロ   | フナイ から92年に発売されたvhsに収録された。 |
| 8月7日           | #19    | 雀のお宿                 | 木村進   | 84年7月下席          | |
| 8月14日          | #20    | 成せば成る               | 船場太郎 | 84年7月上席          | |
| 8月21日          | #21    | 夢芝居.旅芝居            | 岡八郎   | 84年7月31日 特別興行 | 「岡八郎一座男組公演」の第二部のバラエティショーの中継。男組とあるが浅香秋恵、園みち子らも出演している。 ゲストは前田五郎、オール阪神・巨人 他                              |
| 8月28日          | #22    | 旅の恥はかきすて         | 室谷信雄 | 84年8月下席          | |
| 9月3日           | #23    | 校内暴力は如何に         | 木村進   | 84年9月上席          | 芝居中に木村進が刃物で手を怪我してしまい、出血するハプニングが起こる。 |
| 9月10日          | #24    | 恋のからくり             | 間寛平   | 84年9月中席          | |
| 9月17日          | #25    | 愚兄賢妹                 | 岡八郎   | 84年9月下席          | 2010年に発売されたDVD「 岡八郎〜蔵出し名作吉本新喜劇」に収録された。 |
| 9月24日          | #26    | 記者物語                 | 間寛平   | 84年10月上席         | |
| 10月1日          | #27    | 懺悔騒動                 | 間寛平   | 84年10月上席 特プロ  | 2015年に発売されたDVD「 花紀京〜蔵出し名作吉本新喜劇」に収録された。 |
| 10月9日          | #28    | 山の愉快犯               | 木村進   | 84年10月中席         | |
| 10月16日         | #29    | 恋の蛍                   | 室谷信雄 | 84年10月下席         | 室谷信雄、花月爆笑劇場 最後の出演。 |
| 10月23日         | #30    | 男のはらわた             | 岡八郎   | 84年11月上席         | |
| 10月30日         | #31    | 恋のお歳暮               | 間寛平   | 84年12月上席         | |
| 11月6日          | #32    | 目出たい人々①            | 間寛平   | 84年12月上席 特プロ  | 新春特番として放送された。ゲストとしてコメディNO.1、若井小づえ・みどり、やすえ・やすよも出演。                                                                              |
| 11月13日         | #33    | 目出たい人々②            | 間寛平   | 84年12月上席 特プロ  | 新春特番を2話に分割して放送。 |
| 11月20日         | #34    | Wの婆さん                | 木村進   | 84年12月中席         | |
| 11月27日         | #35    | 愚兄賢弟                 | 木村進   | 84年12月中席 特プロ  | |
| 12月4日          | #36    | 恋愛運転                 | 桑原和男 | 84年12月下席         | 本来は室谷座長公演の予定であったが、休演のため桑原和男が代理座長を務めた。                                                                                                  |
| 12月12日         | #37    | プッツン婆さんとドラ息子 | 博多淡海 | 87年10月下席         | 淡海劇団名義の公演。木村進は87年9月に3代目博多淡海を襲名。 |
| 12月19日         | #38    | 老若の恋                 | 木村進   | 85年1月上席          | この公演より未知やすえが入団。 |
| 12月25日         | #39    | 屋台の恋                 | 花紀京   | 85年1月中席          | |

| 2023年           | 2023年 | 2023年                   | 2023年     | 2023年              | 2023年                                                                                     |
| BSよしもと放送日 | 話数   | タイトル                 | 座長       | 上演記録            | 備考                                                                                       |
| ---------------- | ------ | ------------------------ | ---------- | ------------------- | ------------------------------------------------------------------------------------------ |
| 1月1日           |        | 特番の為、休止           |            |                     |                                                                                            |
| 1月8日           | #40    | 神様出現                 | 木村進     | 85年1月下席         |                                                                                            |
| 1月15日          | #41    | 俳優志願                 | 木村進     | 85年1月下席 特プロ  | 特プロに原哲男は出演していない。                                                           |
| 1月22日          | #42    | ヤキモチ母さん           | 木村進     | 85年2月上席         |                                                                                            |
| 1月29日          | #43    | 恋の運転                 | 花紀京     | 85年2月中席         | 2015年に発売されたDVD花紀京〜蔵出し名作吉本新喜劇① にも収録された。                        |
| 2月5日           | #44    | 他人関係                 | 岡八郎     | 85年2月中席 特プロ  | 特プロに花紀京は出演していない。代わりに原哲男が出演。                                     |
| 2月12日          | #45    | 青空人生                 | 木村進     | 85年2月下席 特プロ  |                                                                                            |
| 2月19日          | #46    | 愚父愚娘                 | 間寛平     | 85年3月上席 特プロ  | 花婿物語として放送されたが内容は愚父愚娘である。                                           |
| 2月26日          | #47    | 花婿物語                 | 間寛平     | 85年3月上席         | 花婿物語として放送されるも、2週連続同じタイトルの作品が放送される事態となった。            |
| 3月5日           | #48    | 春！開店                 | 木村進     | 85年3月下席         |                                                                                            |
| 3月12日          | #49    | 原家の人々               | 間寛平     | 85年4月上席         | ゲストに大木こだま・ひびきが登場。この公演より濱根隆、杉本美樹、前田政二、菅野銀次が入団。 |
| 3月19日          | #50    | 恋愛講座                 | 船場太郎   | 85年4月中席         |                                                                                            |
| 3月26日          | #51    | 谷間に咲く夢             | 木村進     | 85年4月下席         | ゲストに歌メリ.マリが登場。                                                                |
| 4月2日           | #52    | 子供は宝                 | 間寛平     | 85年5月上席         |                                                                                            |
| 4月9日           | #53    | 虫のため息               | 船場太郎   | 85年5月下席         | 劇団インスタントから宮下.内場が出演。                                                      |
| 4月16日          |        | 特番の為、休止           |            |                     |                                                                                            |
| 4月23日          | #54    | お寺の恋の物語           | 船場太郎   | 85年5月下席 特プロ  |                                                                                            |
| 4月30日          | #55    | 脱サラ天国               | 岡八郎     | 85年6月中席         | 劇団インスタントから内場が出演。                                                           |
| 5月7日           | #56    | 軽薄人生                 | 間寛平     | 85年6月下席         |                                                                                            |
| 5月14日          | #57    | 君をアイス               | 木村進     | 85年7月中席         |                                                                                            |
| 5月21日          | #58    | 配達人生                 | 間寛平     | 85年7月下席         |                                                                                            |
| 5月28日          | #59    | 鬼刑事 駆る              | 間寛平     | 85年8月中席         |                                                                                            |
| 6月4日           | #60    | 俺たち不思議人           | 船場太郎   | 85年8月下席         | 劇団インスタントから中野.宮下が出演。                                                      |
| 6月11日          | #61    | おまえと俺               | 木村進     | 85年9月上席         |                                                                                            |
| 6月18日          | #62    | ニャンニャン親父         | 間寛平     | 85年9月下席         |                                                                                            |
| 6月25日          | #63    | 高校息子                 | 木村進     | 85年10月上席 特プロ | この公演を最後に菅野銀次が退団。                                                           |
| 7月2日           | #64    | 泥棒と鈴                 | 花紀京     | 85年10月中席        | DVD 蔵出し名作吉本新喜劇 「花紀京・岡八郎」にも収録された。                                |
| 7月9日           | #65    | へらりくらり             | 木村進     | 85年11月上席        | この公演より今西博子が入団。                                                               |
| 7月16日          | #66    | 男の勲章                 | 船場太郎   | 85年12月上席        | 12月中席 - 翌年1月上席まではTV中継無し。この公演より緞帳のデザインが一新される。           |
| 7月23日          | #67    | 殺人は粉雪のように       | 木村進     | 86年1月中席         |                                                                                            |
| 7月30日          | #68    | おふくろさんヨ           | 桑原和男   | 86年1月下席         | この公演を最後に藤里美が退団。                                                             |
| 8月6日           | #69    | 五十六十は青二才         | 平参平     | 86年2月中席         | 平参平芸歴50周年記念公演のうち第一部の中継。ゲストとしてコメディNo.1が出演。               |
| 8月13日          | #70    | 限界すれすれ節           | 木村進     | 86年3月上席         | 2月下席はTV中継無し                                                                        |
| 8月20日          | #71    | 俺の阿呆マンス           | 木村進     | 86年3月下席         | この公演を最後に国分恵子が退団。                                                           |
| 8月27日          | #72    | うちの大統領             | 間寛平     | 86年4月上席         | 平参平生前最後の出演。                                                                     |
| 9月3日           | #73    | おとうさんは父親してる!? | 木村進     | 86年4月中席         |                                                                                            |
| 9月10日          | #74    | 山に来た娘               | 間寛平     | 86年5月中席         |                                                                                            |
| 9月17日          | #75    | 魚釣り入門               | 木村進     | 86年5月下席         |                                                                                            |
| 9月24日          | #76    | 究極のアホ               | 池乃めだか | 86年6月中席         |                                                                                            |
| 10月1日          | #77    | コックさんの恋料理       | 間寛平     | 86年6月下席         |                                                                                            |
| 10月8日          | #78    | すきやねん物語           | 木村進     | 86年7月上席         | 帯谷孝史のポットネタが始まるキッカケとなった回。                                           |
| 10月15日         | #79    | 男の器量は金次第         | 間寛平     | 86年7月中席         |                                                                                            |
| 10月22日         | #80    | 恋の差益還元             | 間寛平     | 86年7月下席         |                                                                                            |
| 10月29日         | #81    | 固い奴やわらかい奴       | 木村進     | 86年8月上席         |                                                                                            |
| 11月5日          | #82    | けんもほろろ             | 間寛平     | 86年8月下席         | 中席はTV未放送。                                                                           |
| 11月12日         | #83    | 主夫の味つけ             | 木村進     | 86年9月上席         |                                                                                            |
| 11月19日         | #84    | 四婆々                   | 木村進     | 86年9月上席 特プロ  |                                                                                            |
| 11月26日         | #85    | どら猫物語               | 間寛平     | 86年9月中席         | 2010年に発売されたDVD花紀京〜蔵出し名作吉本新喜劇①(檀上茂撰)にも収録された                 |
| 12月3日          | #86    | なれそめ物語             | 木村進     | 86年9月下席         |                                                                                            |
| 12月10日         | #87    | 恋はサンドイッチ         | 木村進     | 86年10月上席        |                                                                                            |
| 12月17日         | #88    | お父ちゃん逢いたかった   | 間寛平     | 86年10月中席        | 高勢ぎん子と柳井幸多朗 うめだ花月最後の出演、両者ともなんば花月11月下席をもって退団。      |
| 12月24日         | #89    | 夢ロード                 | 間寛平     | 86年10月下席        | 2010年に発売されたDVD花紀京〜蔵出し名作吉本新喜劇①(檀上茂撰)にも収録された。               |
| 12月31日         |        | 休止                     |            |                     | 祇園花月presents吉本新喜劇を再放送。                                                       |

| 2024年           | 2024年 | 2024年                       | 2024年        | 2024年              | 2024年                                                                                                 |
| BSよしもと放送日 | 話数   | タイトル                     | 座長          | 上演記録            | 備考                                                                                                   |
| ---------------- | ------ | ---------------------------- | ------------- | ------------------- | --- |
| 1月6日           | #90    | 都会の風                     | 間寛平        | 86年10月下席 特プロ | 2015年に発売されたDVD花紀京〜蔵出し名作吉本新喜劇②にも収録された。                                     |
| 1月13日          | #91    | 男冥利                       | 木村進        | 86年11月上席        | 2015年に発売されたDVD花紀京〜蔵出し名作吉本新喜劇②にも収録された                                       |
| 1月20日          | #92    | 猫猿の間柄                   | 間寛平        | 86年11月中席        | |
| 1月27日          | #93    | ラーメン大戦争               | 間寛平        | 86年11月中席 特プロ | |
| 2月3日           | #94    | 激辛人生                     | 岡八郎        | 86年11月下席        | 木村進が出演予定であったが、体調不良のためなんば花月87年1月中席まで休演。うめだ花月には2月下席で復帰。 |
| 2月10日          | #95    | お初天神通りは花盛り         | 花紀京        | 86年12月上席        | |
| 2月17日          | #96    | さりげない思いやり           | 花紀京        | 86年12月上席 特プロ | |
| 2月24日          | #97    | 不良亭主の妻たち             | 間寛平        | 86年12月中席        | |
| 3月2日           | #98    | 親子同盟                     | 間寛平        | 86年12月中席 特プロ | |
| 3月9日           | #99    | 大ボケ小ボケ                 | 間寛平        | 86年12月下席        | |
| 3月16日          | #100   | スリ貴族                     | 花紀京        | 87年1月上席         | 2010年に発売されたDVD蔵出し名作吉本新喜劇 花紀京②にも収録された。                                      |
| 3月23日          | #101   | ぷっつん人生                 | 間寛平        | 87年1月中席         | |
| 3月30日          | #102   | 百貨争鳴                     | 間寛平        | 87年1月中席 特プロ  | |
| 4月6日           | #103   | 究極の結婚式                 | 花紀京        | 87年1月下席         | 2010年に発売されたDVD蔵出し名作吉本新喜劇 花紀京②にも収録された。                                      |
| 4月13日          | #104   | おふくろの味                 | 花紀京        | 87年1月下席 特プロ  | |
| 4月20日          | #105   | 男と男のストーリー           | 間寛平        | 87年2月上席         | |
| 4月27日          | #106   | まじめな悪党たち             | 原哲男        | 87年2月中席         | |
| 5月4日           | #107   | サバイバル大作戦             | 原哲男        | 87年2月中席 特プロ  | 特プロにのみ末成由美、園みち子、前田竹千代が出演。                                                     |
| 5月11日          | #108   | テレホンカードでさようなら   | 木村進        | 87年2月下席         | |
| 5月18日          | #109   | 恋は手さぐり                 | 木村進/間寛平 | 87年3月上席         | |
| 5月25日          | #110   | アレルギー性離縁             |               |                     | |
| 6月1日           | #111   | ご主人様集金です             |               |                     | |
| 6月8日           | #112   | ボクが主夫です               |               |                     | |
| 6月15日          | #113   | オーバー・ザ・じぃちゃん     |               |                     | |
| 6月22日          | #114   | 子供のふり見て我がふりなおせ |               |                     | |
| 6月29日          | #115   | 恋の売り上げ税               |               |                     | |
| 7月6日           | #116   | 夢のつづきはハッピネス       |               |                     | |
| 7月13日          | #117   | がんばっとるか               |               |                     | |
| 7月20日          | #118   | 些少ですが                   |               |                     | |
| 7月27日          | #119   | 夫と妻のラブゲーム           |               |                     | |
| 8月3日           | #120   | 風鈴の詩                     |               |                     | |
| 8月10日          | #121   | 元気で初夏？                 |               |                     | |
| 8月17日          | #122   | 山はやっぱり高かった         |               |                     | |
| 8月24日          | #123   | 兄さんへの贈り物             |               |                     | |
| 8月31日          | #124   | ハネムーン・パニック         |               | 87年7月上席         | |
| 9月7日           | #125   | なんでこうなるねん           |               | 87年7月上席 特プロ  | |
| 9月14日          | #126   | 夏ふたたび                   | 木村進        | 87年7月中席         | |
| 9月21日          | #127   | 帰って来て母ちゃん           |               | 87年7月下席         | ゲストに出光元が登場                                                                                   |
| 9月28日          | #128   | 今日のよき日に               |               |                     | |
| 10月5日          | #129   | 櫓の上に花が咲く             |               |                     | |
| 10月12日         | #130   | 夫婦全面戦争                 |               |                     | |
| 10月19日         | #131   | 月夜の懲りない男達           |               |                     | |
| 10月26日         | #132   | プッツン婆さん奮戦記         |               | 87年9月下席         | 博多淡海劇団旗揚げ公演                                                                                 |
| 11月2日          | #133   | 結婚の条件                   |               | 87年9月上席         | ゲストにレオナルド熊が登場                                                                             |
| 11月9日          | #134   | おっさん何考えてるねん       |               | 87年9月中席         | ゲストに八名信夫が登場                                                                                 |
| 11月16日         | #135   | おっさん秘めた話             |               | 87年10月上席        | |
| 11月23日         | #136   | 赤ちゃん騒動曲               |               | 87年10月中席        | |
| 11月30日         | #137   | 平凡な恋                     |               | 87年10月中席 特プロ | |
| 12月7日          | #138   | プッツン婆さんE気分          |               | 87年10月下席        | 博多淡海劇団                                                                                           |
| 12月14日         | #139   | 若い夫婦誕生                 |               | 87年11月中席        | 2015年に発売されたDVD花紀京〜蔵出し名作吉本新喜劇②にも収録された                                       |
| 12月21日         | #140   | プッツン婆さんとドラ息子     |               |                     | |
| 12月28日         | #141   | 燗ちがい                     |               | 87年11月上席        | 公式サイト上での表記は#140。カウント間違いこの回から。                                                 |

| 2025年           | 2025年 | 2025年                           | 2025年 | 2025年             | 2025年                                                                         |
| BSよしもと放送日 | 話数   | タイトル                         | 座長   | 上演記録           | 備考                                                                           |
| ---------------- | ------ | -------------------------------- | ------ | ------------------ | ------------------------------------------------------------------------------ |
| 1月4日           |        | 特番の為、休止                   |        |                    |                                                                                |
| 1月11日          | #142   | プッツン婆さんとお医者はん       |        | 87年12月上席       | 博多淡海劇団                                                                   |
| 1月18日          | #143   | 北風が俺を呼んでいる             |        | 87年12月中席       |                                                                                |
| 1月25日          | #144   | 父さんがんばれ！！               |        | 87年12月下席       |                                                                                |
| 2月1日           | #145   | 昨日の味方は、今日も味方         |        |                    |                                                                                |
| 2月8日           | #146   | 大きな小荷物                     |        |                    |                                                                                |
| 2月15日          | #147   | 母親                             |        |                    |                                                                                |
| 2月22日          | #148   | 覆水盆にかえる                   |        |                    |                                                                                |
| 3月1日           | #149   | ちゃっちゃくちゃらばい           |        |                    | 博多淡海劇団                                                                   |
| 3月8日           | #150   | プッツン婆さん春ですよ           |        |                    | 博多淡海劇団                                                                   |
| 3月15日          | #151   | イモ、タコ、ナンキン、みんなスキ |        |                    |                                                                                |
| 3月22日          | #152   | プッツン婆さんナイスローラー     |        |                    | 博多淡海劇団                                                                   |
| 3月29日          | #153   | お父ちゃんの縁談                 |        |                    |                                                                                |
| 4月5日           | #154   | 親父情話                         |        |                    |                                                                                |
| 4月12日          | #155   | 夫婦百景                         |        |                    |                                                                                |
| 4月19日          | #156   | 予期した出来事                   |        |                    |                                                                                |
| 4月26日          | #157   | 危険なお年寄り                   |        |                    |                                                                                |
| 5月3日           |        | 特番の為、休止                   |        |                    |                                                                                |
| 5月10日          | #158   | プッツン婆さんと婦人警官         |        |                    | 博多淡海劇団                                                                   |
| 5月17日          | #159   | プッツン婆さんと芸能界           |        |                    | 博多淡海劇団                                                                   |
| 5月24日          | #160   | 花嫁と父                         |        | 88年5月上席        | ゲストにレオナルド熊が登場                                                     |
| 5月31日          | #161   | ちっちゃなレストラン             |        | 88年5月中席        |                                                                                |
| 6月7日           | #162   | プッツン婆さんと迷刑事           |        | 88年5月下席        | 博多淡海劇団                                                                   |
| 6月14日          | #163   | この父ありてこの子あり           |        | 88年5月下席 特プロ | 博多淡海劇団。博多淡海が男役を演じている                                       |
| 6月21日          | #164   | プッツン婆さんとペコ姉ちゃん     |        | 88年6月上席        | 博多淡海劇団。ゲストにあき竹城が登場。この上席を最後に風間舞子が出演しなくなる |
| 6月28日          | #165   | おとこ同志                       |        | 88年6月中席        | 2015年に発売されたDVD花紀京〜蔵出し名作吉本新喜劇③ にも収録された              |
| 7月5日           | #166   | 家出の季節                       |        | 88年6月中席 特プロ |                                                                                |
| 7月12日          | #167   | 銅像志願                         |        | 88年6月下席        |                                                                                |
| 7月19日          | #168   | 古里に幸あれ                     |        | 88年6月下席 特プロ |                                                                                |
| 7月26日          | #169   | ぷっつん婆さん海へ               |        | 88年7月上席        | 博多淡海劇団                                                                   |
| 8月2日           | #170   | ちんぴら                         |        | 88年7月上席 特プロ | 博多淡海劇団。博多淡海が男役を演じている。博多淡海劇団としてはこの公演が最後。 |
| 8月9日           | #171   | 恋は異なモノ珍なモノ             |        | 88年7月中席        |                                                                                |
| 8月16日          | #172   | 夏・男女物語り                   |        |                    |                                                                                |
| 8月23日          | #173   | 神父心労                         |        |                    |                                                                                |
| 8月30日          | #174   | 幽霊に乾杯                       |        |                    |                                                                                |

### よしもと新喜劇（2018 - ）
| 2022年           | 2022年 | 2022年                                     | 2022年                                        | 2022年         | 2022年                                           |
| BSよしもと放送日 | 話数   | タイトル                                   | 出演                                          | MBS放送日      | 備考                                             |
| ---------------- | ------ | ------------------------------------------ | --------------------------------------------- | -------------- | ------------------------------------------------ |
| 3月27日          | #1     | 背筋も凍る冬合宿……                         | 小籔千豊、吉田裕、島田一の介、浅香あき恵他    | 2020年2月8日   |                                                  |
| 4月10日          | #2     | すち子の南の島にめんそーれ！               | 川畑泰史、すっちー、酒井藍他                  | 2018年5月12日  | 3座長SP in 沖縄                                  |
| 4月24日          | #3     | 招かれざるお客さん                         | 小籔千豊、川畑泰史、すっちー、酒井藍他        | 2018年4月7日   |                                                  |
| 5月1日           | #4     | 漫画家は大変でおまんがな…                  | 川畑泰史、烏川耕一、島田珠代、井上安世他      | 2018年4月14日  |                                                  |
| 5月8日           | #5     | 茂造のファーザー・ファーザー               | 辻本茂雄，若井みどり，未知やすえ，島田珠代他  | 2018年4月21日  |                                                  |
| 5月15日          | #6     | 入っちゃダメよ!?                           | 内場勝則、浅香あき恵、島田珠代、安尾信乃助他  | 2018年4月28日  |                                                  |
| 5月22日          | #7     | すち子の、待てど暮らせどエアポート         | すっちー、Mr.オクレ、島田一の介、末成由美他   | 2018年5月5日   |                                                  |
| 5月29日          | #8     | 茂造の、決めろ！夢の3ポイントシュート！    | 辻本茂雄，浅香あき恵，未知やすえ，島田珠代他  | 2018年5月19日  |                                                  |
| 6月5日           | #9     | 居座り病棟24時                             | 川畑泰史、Mr.オクレ、島田珠代、西川忠志他     | 2018年5月26日  |                                                  |
| 6月12日          | #10    | ババを引くパパ!?                           | 内場勝則、やなぎ浩二、若井みどり、末成由美他  | 2018年6月2日   |                                                  |
| 6月19日          | #11    | 伝言板の前にも3年!?                        | 川畑泰史、Mr.オクレ、島田一の介、西川忠志他   | 2018年6月9日   |                                                  |
| 6月26日          | #12    | 茂造の、逃亡・無謀・変貌                   | 辻本茂雄、浅香あき恵、島田珠代、アキ他        | 2018年6月23日  |                                                  |
| 7月3日           | #13    | 絶体絶命、顔パンパン                       | 川畑泰史、Mr.オクレ、島田一の介、島田珠代他   | 2018年6月30日  |                                                  |
| 7月10日          | #14    | この願い、天まで届け！                     | 酒井藍、Mr.オクレ、島田一の介、未知やすえ他   | 2018年年7月7日 |                                                  |
| 7月17日          | #15    | ニートはそろそろやめネート!?               | 小籔千豊、Mr.オクレ、島田一の介、浅香あき恵他 | 2018年7月21日  |                                                  |
| 7月24日          | #16    | レンタル彼女はなんたる彼女?                | 川畑泰史、Mr.オクレ、島田一の介、浅香あき恵他 | 2018年7月28日  |                                                  |
| 7月31日          | #17    | すち子の夢を叶えるギター                   | すっちー、末成由美、清水けんじ、佐藤太一郎他  | 2018年8月4日   |                                                  |
| 8月7日           | #18    | 藍五郎、恋の花火を打ち上げろ!?             | 酒井藍、Mr.オクレ、島田一の介、未知やすえ他   | 2018年8月18日  |                                                  |
| 8月14日          | #19    | 鹿児島の恋は以心伝心!?                     | 内場勝則、Mr.オクレ、島田一の介、若井みどり他 | 2018年8月25日  |                                                  |
| 8月21日          | #20    | すち子のスリリングな!?夏祭り               | すっちー、Mr.オクレ、島田一の介、青野敏行他   | 2018年9月1日   |                                                  |
| 8月28日          | #21    | シゲオとアキコのアンビリーバボー！         | 辻本茂雄、末成由美、浅香あき恵、島田珠代他    | 2018年9月8日   |                                                  |
| 9月4日           | #22    | 藍ちゃんとお婆ちゃんの夏                   | 酒井藍、Mr.オクレ、若井みどり、浅香あき恵他   | 2018年9月15日  |                                                  |
| 9月11日          | #23    | お父さんは悩めるお年頃!?                   | 川畑泰史、Mr.オクレ、島田一の介、浅香あき恵他 | 2018年9月22日  |                                                  |
| 9月25日          | #24    | トイレのすち子さん                         | すっちー、島田一の介、未知やすえ、青野敏行他  | 2018年9月29日  |                                                  |
| 10月2日          | #25    | お父ちゃんの、アホ〜！                     | 酒井藍、Mr.オクレ、島田一の介、浅香あき恵他   | 2018年10月13日 |                                                  |
| 10月3日          | #26    | すち子のチャンネルはそのままっ！           | すっちー、Mr.オクレ、浅香あき恵、清水けんじ他 | 2018年10月20日 | ここから放送日が月曜日に。日曜日は再放送となる。 |
| 10月10日         | #27    | 帰れないバーベキュー                       | 川畑泰史、Mr.オクレ、島田一の介、若井みどり他 | 2018年10月27日 |                                                  |
| 10月17日         | #28    | 茂造のグッバイ・ララバイ！                 | 辻本茂雄、島田一の介、若井みどり、島田珠代他  | 2018年11月3日  |                                                  |
| 10月24日         | #29    | 藍五郎のお宝はあなた!?                     | 酒井藍、Mr.オクレ、島田一の介、末成由美他     | 2018年11月10日 |                                                  |
| 10月31日         | #30    | 後悔先に立たず？そんな事ないかもしれんぞ〜 | 川畑泰史、Mr.オクレ、島田一の介、浅香あき恵他 | 2018年11月17日 |                                                  |
| 11月7日          | #31    | すち子の、カゲッシーで村おこっしー         | すっちー、Mr.オクレ、未知やすえ、楠本見江子他 | 2018年11月24日 |                                                  |
| 11月14日         | #32    | 茂造のファミリー・ウォーズ！               | 辻本茂雄、末成由美、島田珠代、アキ他          | 2018年12月1日  |                                                  |
| 11月21日         | #33    | すち子と年末のジャンボな仲間たち           | すっちー、島田一の介、浅香あき恵、烏川耕一他  | 2018年12月8日  | 年末恒例、宝くじ「幸運の女神」出演。             |
| 11月28日         | #34    | 仲居さんは小学生！                         | 酒井藍、Mr.オクレ、浅香あき恵、烏川耕一他     | 2018年12月15日 |                                                  |
| 12月5日          | #35    | 茂造の恋のダブルスコア！                   | 辻本茂雄、若井みどり、島田珠代、アキ他        | 2018年12月22日 |                                                  |
| 12月12日         | #36    | 救世主は新入社員!?                         | 小籔千豊、やなぎ浩二、Mr.オクレ、島田一の介他 | 2019年1月5日   |                                                  |
| 12月19日         | #37    | 静かなはずの騒がしい旅館                   | 川畑泰史、Mr.オクレ、島田一の介、若井みどり他 | 2019年1月12日  |                                                  |
| 12月26日         | #38    | すち子の口を閉ざす男                       | すっちー、島田一の介、末成由美、青野敏行他    | 2019年1月19日  |                                                  |

| 2023年           | 2023年 | 2023年                                     | 2023年                                             | 2023年         | 2023年 |
| BSよしもと放送日 | 話数   | タイトル                                   | 出演                                               | MBS放送日      | 備考 |
| ---------------- | ------ | ------------------------------------------ | -------------------------------------------------- | -------------- | --- |
| 1月9日           | #39    | 大恋愛〜顔パンパンな君へ                   | 川畑泰史、Mr.オクレ、島田一の介、浅香あき恵他      | 2019年1月26日  | |
| 1月16日          | #40    | 藍五郎の、家族の願いを叶えるぞう!?         | 酒井藍、Mr.オクレ、島田一の介、未知やすえ他        | 2019年2月2日   | |
| 1月23日          | #41    | ベストフレンドな誘惑                       | 川畑泰史、Mr.オクレ、島田一の介、浅香あき恵他      | 2019年2月9日   | |
| 1月30日          | #42    | 茂造じいさんとおしみばあさん               | 辻本茂雄，末成由美，島田珠代，アキ他               | 2019年2月16日  | |
| 2月6日           | #43    | 藍五郎のそこのこそ泥こそ息子!?             | 酒井藍、若井みどり、浅香あき恵、未知やすえ他       | 2019年2月23日  | |
| 2月13日          | #44    | 二人の幽霊!?                               | 川畑泰史、Mr.オクレ、島田一の介、浅香あき恵他      | 2019年3月9日   | |
| 2月20日          | #45    | すち子の、私マウンテンで恋してん！         | すっちー、島田一の介、若井みどり、清水けんじ他     | 2019年3月16日  | |
| 2月27日          | #46    | 茂造の遠くて近い存在                       | 辻本茂雄、島田珠代、アキ、清水けんじ他             | 2019年3月23日  | |
| 3月6日           | #47    | ウサギ追いし土管公園!?                     | 酒井藍、Mr.オクレ、末成由美、浅香あき恵他          | 2019年3月30日  | |
| 3月13日          | #48    | 内場夫婦はいぃ〜！夫婦                     | 内場勝則、やなぎ浩二、末成由美、浅香あき恵他       | 2019年4月6日   | |
| 3月20日          | #49    | 訳あり物件に幸せあり!?                     | 酒井藍、やなぎ浩二、島田一の介、浅香あき恵他       | 2019年4月13日  | |
| 3月27日          | #50    | 学食はおふくろの味!?                       | 川畑泰史、Mr.オクレ、浅香あき恵、島田珠代他        | 2019年4月20日  | |
| 4月3日           | #51    | すち子は、殺し屋!?                         | すっちー、島田一の介、楠本見江子、烏川耕一他       | 2019年4月27日  | G20大阪サミット紹介の為、当時の内閣総理大臣安倍晋三がゲストで登場。出演者クレジットにはなかった(テロップ紹介はあった。)。 |
| 4月10日          | #52    | ゾッとする結婚相手!?                       | 小籔千豊、Mr.オクレ、島田一の介、浅香あき恵他      | 2019年5月4日   | |
| 4月17日          | #53    | 藍五郎の田舎のみんなとい〜なかに           | 酒井藍、未知やすえ、高井俊彦、森田展義他           | 2019年5月11日  | |
| 4月24日          | #54    | 隣の芝生は、半分青い。                     | 川畑泰史、Mr.オクレ、若井みどり、浅香あき恵他      | 2019年5月18日  | |
| 5月1日           | #55    | 諸太郎の家族の絆を大手術!?                 | 諸見里大介、島田一の介、若井みどり、西川忠志他     | 2019年5月25日  | |
| 5月8日           | #56    | 父の想いは、ゴリ霧中!?                     | 辻本茂雄，若井みどり，未知やすえ，島田珠代他       | 2019年6月1日   | |
| 5月15日          | #57    | 後悔しないやつらの航海                     | 川畑泰史、Mr.オクレ、末成由美、浅香あき恵他        | 2019年6月8日   | |
| 5月22日          | #58    | すち子の、大豪邸！サスパンツ劇場           | すっちー、Mr.オクレ、島田一の介、末成由美他        | 2019年6月15日  | |
| 5月29日          | #59    | おしみの家具屋でGO！                       | 辻本茂雄，浅香あき恵，未知やすえ，島田珠代他       | 2019年6月22日  | |
| 6月5日           | #60    | 妹思いは荷が重い!?                         | 川畑泰史、Mr.オクレ、若井みどり、末成由美他        | 2019年6月29日  | |
| 6月12日          | #61    | すち子の10年目の浮気                       | すっちー、島田一の介、末成由美、烏川耕一他         | 2019年7月6日   | |
| 6月19日          | #62    | 恩返しは突然に                             | 信濃岳夫、島田一の介、若井みどり、楠本見江子他     | 2019年7月13日  | |
| 6月26日          | #63    | 博士の最後の発明                           | 吉田裕、Mr.オクレ、島田一の介、浅香あき恵他        | 2019年7月20日  | |
| 7月3日           | #64    | 藍五郎のハッピーな誕生日かい？             | 酒井藍、若井みどり、山田花子、帯谷孝史他           | 2019年8月3日   | |
| 7月17日          | #65    | 幽霊の子!?                                 | 川畑泰史、Mr.オクレ、末成由美、山田花子他          | 2019年8月10日  | |
| 7月24日          | #66    | すち子の無人島サバイバル                   | すっちー、島田一の介、烏川耕一、タックルながい。他 | 2019年8月17日  | |
| 7月31日          | #67    | 更生するならこうせい？                     | 川畑泰史、Mr.オクレ、浅香あき恵、山田花子他        | 2019年8月24日  | |
| 8月7日           | #68    | 島が生んだ大きな愛                         | 酒井藍、山田花子、島田珠代、伊賀健二他             | 2019年8月31日  | |
| 8月14日          | #69    | 同窓会はどうしょーかい？                   | 川畑泰史、Mr.オクレ、若井みどり、浅香あき恵他      | 2019年9月7日   | |
| 8月21日          | #70    | お見合い相手はお嬢・・・様？               | 酒井藍、未知やすえ、島田珠代、中條健一他           | 2019年9月14日  | |
| 8月28日          | #71    | キャメラマンの須知井留さん                 | すっちー、島田一の介、末成由美、浅香あき恵他       | 2019年9月21日  | |
| 9月4日           | #72    | オーナーだ〜れだ？                         | 川畑泰史、Mr.オクレ、浅香あき恵、山田花子他        | 2019年9月28日  | |
| 9月11日          | #73    | 家出少女の想いは重い!?                     | 酒井藍，島田一の介，若井みどり、浅香あき恵他       | 2019年10月5日  | |
| 9月18日          | #74    | 娘の結婚、許せんねん！                     | 川畑泰史、浅香あき恵、未知やすえ、今別府直之他     | 2019年10月12日 | 『せやねん!』とのコラボSP。トミーズ、土肥ポン太、アキナ、MBS藤林アナウンサーがゲスト出演。                                |
| 9月25日          | #75    | 義理の家族は、ギリギリアウト!?             | 川畑泰史、島田一の介、若井みどり、末成由美他       | 2019年10月26日 | |
| 10月2日          | #76    | 執事藍五郎にクビったけ!?                   | 酒井藍、島田一の介、浅香あき恵、烏川耕一他         | 2019年11月2日  | |
| 10月9日          | #77    | しみけんのホームヘルパーの子守歌           | 清水けんじ、末成由美、山田花子、帯谷孝史他         | 2019年11月9日  | |
| 10月16日         | #78    | クレームソーダはどんな味!?                 | すっちー、島田一の介、末成由美、烏川耕一他         | 2019年11月16日 | |
| 10月23日         | #79    | 昨日の親は今日のおやっ!?                   | 川畑泰史、Mr.オクレ、浅香あき恵、島田珠代他        | 2019年11月23日 | |
| 10月30日         | #80    | 名女優と迷女優!?                           | 小籔千豊、やなぎ浩二、島田一の介、楠本見江子他     | 2019年11月30日 | |
| 11月6日          | #81    | 立派な娘と半端な父親そして出っ歯な借金取り | 吉田裕、Mr.オクレ、浅香あき恵、島田珠代他          | 2019年12月14日 | |
| 11月13日         | #82    | 同期の左遷は絶対させん!?                   | 川畑泰史、Mr.オクレ、末成由美、浅香あき恵他        | 2019年12月21日 | |
| 11月20日         | #83    | 思い出の彼はいずこへ!?                     | 酒井藍、Mr.オクレ、未知やすえ、山田花子他          | 2019年12月28日 | |
| 11月27日         | #84    | 名探偵すち子の密室殺人事件                 | すっちー、若井みどり、浅香あき恵、青野敏行他       | 2020年1月11日  | 末成由美が末成映薫へと改名。本人がエンディングで告知したが、この放送ではカット。                                          |
| 12月4日          | #85    | 偽装結婚は金稼ぎそう…                      | 川畑泰史、島田一の介、青野敏行、島田珠代他         | 2020年1月18日  | |
| 12月11日         | #86    | 卒業アルバムと須知井留さん                 | すっちー、末成由美、未知やすえ、清水けんじ他       | 2020年1月25日  | |
| 12月18日         | #87    | 煮込んだ鍋がとりもつ、冷えこんだ親子愛!?   | 川畑泰史、Mr.オクレ、島田一の介、若井みどり他      | 2020年2月1日   | |
| 12月25日         | #88    | 諸太郎のシネマパラダイシュ!?               | 諸見里大介，島田一の介，浅香あき恵，烏川耕一他     | 2020年2月22日  | |

| 2024年           | 2024年 | 2024年                                       | 2024年                                               | 2024年         | 2024年 |
| BSよしもと放送日 | 話数   | タイトル                                     | 出演                                                 | MBS放送日      | 備考 |
| ---------------- | ------ | -------------------------------------------- | ---------------------------------------------------- | -------------- | --- |
| 1月8日           | #89    | すち子と行く、カニ食べ放題ツアー!?           | すっちー、清水けんじ、島田珠代、内場勝則、もりすけ他 | 2020年2月15日  | |
| 1月14日          | #3     | 招かれざるお客さん（再放送）                 | 小籔千豊、川畑泰史、すっちー、酒井藍他               | 2018年4月7日   | |
| 1月15日          | #90    | 名乗り出づらい息子はつらい!?                 | 酒井藍、吉田裕、浅香あき恵、島田一の介他             | 2020年3月7日   | |
| 1月21日          | #4     | 漫画家は大変でおまんがな…（再放送）          | 川畑泰史、烏川耕一、島田珠代、井上安世他             | 2018年4月14日  | |
| 1月22日          | #91    | 過去から来た少年                             | 吉田裕、辻本茂雄、Mr.オクレ、諸見里大介他            | 2020年3月14日  | |
| 1月28日          | #7     | すち子の、待てど暮らせどエアポート（再放送） | すっちー、Mr.オクレ、島田一の介、末成由美他          | 2018年5月5日   | |
| 1月29日          | #92    | 抜け出せない男達                             | 吉田裕、信濃岳夫、烏川耕一、鮫島幸恵他               | 2020年3月28日  | |
| 2月4日           | #10    | ババを引くパパ!?（再放送）                   | 内場勝則、やなぎ浩二、若井みどり、末成由美他         | 2018年6月2日   | |
| 2月5日           | #93    | 絵に描いたような理想のマイホーム!?           | 吉田裕、井上安世、前田真希、Mr.オクレ他              | 2020年4月4日   | |
| 2月12日          | #94    | 諸太郎の、次期社長はダイブ大変!?             | 諸見里大介、信濃岳夫、鮫島幸恵、池乃めだか他         | 2020年4月11日  | 本編では、新型コロナウイルスの影響で、この放送以降3か月半公演中止となり、その間MBSでは座長セレクトの傑作選を放送していた。 |
| 2月18日          | #11    | 伝言板の前にも3年!?（再放送）                | 川畑泰史、Mr.オクレ、島田一の介、西川忠志他          | 2018年6月9日   | |
| 2月19日          | #95    | スローライフは苦労ライフ!?                   | 川畑泰史、井上安世、末成映薫、もりすけ他             | 2020年8月1日   | 本編では、前述のとおり3か月半ぶりの放送となる。また、放送当日より森川隆士が新喜劇座員に加入する。 |
| 2月26日          | #96    | アイドルに忖度するオタク!?                   | 小籔千豊、すっちー、宇都宮まき、池乃めだか他         | 2020年8月15日  | 本編では前週、以前BSよしもとでは『お正月スペシャル』で放送した『夏のすち子2時間SP』を放送。 |
| 3月2日           | #13    | 絶体絶命、顔パンパン（再放送）               | 川畑泰史、Mr.オクレ、島田一の介、島田珠代他          | 2018年6月30日  | |
| 3月4日           | #97    | いい子？わるい子？どういう子？               | 川畑泰史、吉田裕、千葉公平、島田珠代他               | 2020年8月22日  | |
| 3月10日          | #12    | 茂造の、逃亡・無謀・変貌（再放送）           | 辻本茂雄、浅香あき恵、島田珠代、アキ他               | 2018年6月23日  | |
| 3月11日          | #98    | 雲行き怪しき、結婚式!?                       | 吉田裕、島田一の介、松浦真也、森田まりこ他           | 2020年8月29日  | |
| 3月18日          | #99    | 家族でつながれ、貨物列車!                    | 酒井藍、辻本茂雄、高橋靖子、信濃岳夫他               | 2020年9月12日  | |
| 3月23日          | #14    | この願い、天まで届け!（再放送）              | 酒井藍、Mr.オクレ、島田一の介、未知やすえ他          | 2018年7月7日   | |
| 3月25日          | #100   | わたしがやりました!                          | 川畑泰史、井上安世、小寺真理、諸見里大介他           | 2020年9月19日  | この公演より岩﨑タツキと咲方響が新たに新喜劇座員として加入した。二人ともこの公演が初舞台。 |
| 4月1日           | #101   | すち子の、恋は荒波を越えて                   | すっちー、信濃岳夫、鮫島幸恵、瀧見信行他             | 2020年9月26日  | |
| 4月7日           | #15    | ニートはそろそろやめネート!?（再放送）       | 小籔千豊、Mr.オクレ、島田一の介、浅香あき恵他        | 2018年7月21日  | |
| 4月8日           | #102   | しみけんの家族という名のもとに               | 清水けんじ、鮫島幸恵、川筋ライラ、森田まりこ他       | 2020年10月3日  | |
| 4月14日          | #16    | レンタル彼女はなんたる彼女?（再放送）        | 川畑泰史、Mr.オクレ、島田一の介、浅香あき恵他        | 2018年7月28日  | |
| 4月15日          | #103   | 犯人はこの中にいる!...はず!                  | 川畑泰史、森田まりこ、Mr.オクレ、宇都宮まき他        | 2020年10月10日 | |
| 4月21日          | #17    | すち子の夢を叶えるギター（再放送）           | すっちー、末成由美、清水けんじ、佐藤太一郎他         | 2018年8月4日   | |
| 4月22日          | #104   | 三人の奥さん、ロッジで散々!?                 | 酒井藍、吉田裕、島田一の介、島田珠代他               | 2020年10月17日 | |
| 4月29日          | #105   | 須知井留さんと二人の幽霊                     | すっちー、清水けんじ、松浦真也、金原早苗他           | 2020年10月24日 | |
| 5月6日           | #106   | 大工の夢は大苦戦!?                           | 酒井藍、西川忠志、内場勝則、浅香あき恵他             | 2020年11月7日  | 本編では前週、以前BSよしもとでは『お正月スペシャル』で放送した『秋の座長勢揃いSP』を放送。 |
| 5月12日          | #18    | 藍五郎、恋の花火を打ち上げろ!?（再放送）     | 酒井藍、Mr.オクレ、島田一の介、未知やすえ他          | 2018年8月18日  | |
| 5月13日          | #107   | 諸太郎は定時制の救世主!?                     | 諸見里大介、アキ、宇都宮まき、川筋ライラ他           | 2020年11月14日 | |
| 5月20日          | #108   | すち子の、シニア世代は気をつけて             | すっちー、吉田裕、清水けんじ、烏川耕一他             | 2020年11月21日 | |
| 5月27日          | #109   | おつとめ、ごくどうさん!                      | 川畑泰史、井上安世、島田一の介、青野敏行他           | 2020年11月28日 | |
| 6月3日           | #110   | すち子の、駅前広場で夢を買おう!              | すっちー、島田一の介、浅香あき恵、松浦真也他         | 2020年12月5日  | 2020年当時の『幸運の女神』の一人である谷茶麻帆理が出演。 |
| 6月10日          | #111   | 娘の勝手は、許せんねん!                      | 酒井藍、吉田裕、もりすけ、未知やすえ他               | 2020年12月12日 | 1年2ヶ月ぶりとなる『せやねん!』とのコラボSP。前回も出演していたメンバーに加え、からし蓮根、前回も出演のMBS藤林アナウンサー、別事務所(松竹芸能)所属の安田大サーカス団長安田、実は元新喜劇座員でもあるレイザーラモンRGがゲスト出演。(このうち、団長安田とRGは特別ゲストとしての出演。) |
| 6月17日          | #112   | 大迷惑なおとなりさん!?                       | 小籔千豊、酒井藍、吉田裕、宇都宮まき他               | 2020年12月19日 | |
| 6月24日          | #113   | 父さんは、嫌われてるのに人気者!?             | 川畑泰史、吉田裕、島田珠代、若井みどり他             | 2020年12月26日 | |
| 7月1日           | #114   | 歌姫がライブハウスを救う!!                   | 小籔千豊、すっちー、吉田裕、矢内井玲奈他             | 2021年1月9日   | |
| 7月8日           | #115   | 思いのたけをペンにのせて                     | 信濃岳夫、松浦真也、井上安世、森田まりこ他           | 2020年1月16日  | リーダーである信濃の役柄は、詩人「芥川龍之介」ならぬ「芥川虎之助」。 |
| 7月15日          |        | 野球中継の為、休止                           |                                                      |                | |
| 7月17日          | #19    | 鹿児島の恋は以心伝心!?（再放送）             | 内場勝則、Mr.オクレ、島田一の介、若井みどり他        | 2018年8月25日  | |
| 7月21日          | #20    | すち子のスリリングな!?夏祭り（再放送）       | すっちー、Mr.オクレ、島田一の介、青野敏行他          | 2018年9月1日   | |
| 7月22日          | #116   | 誕生日プレゼントは、夫婦喧嘩!?               | 酒井藍、吉田裕、宇都宮まき、森田まりこ他             | 2021年1月30日  | 本編では前週、「すち子の、新春爆弾ショー」を含むスペシャルが放送されたが、この放送ではカット。 |
| 7月29日          | #117   | 商店街大計画!?                               | 川畑泰史、西川忠志、島田珠代、宇都宮まき他           | 2021年2月6日   | |
| 8月4日           | #24    | トイレのすち子さん（再放送）                 | すっちー、島田一の介、未知やすえ、青野敏行他         | 2018年9月25日  | |
| 8月5日           | #118   | 再会!誤解?芸能界!?                           | 酒井藍、吉田裕、辻本茂雄、池乃めだか他               | 2021年2月13日  | |
| 8月12日          | #119   | 迷門!?花月女子高物語                         | 川畑泰史、島田珠代、井上安世、若井みどり他           | 2021年2月20日  | |
| 8月15日          | #26    | すち子の、チャンネルはそのままっ！（再放送） | すっちー、Mr.オクレ、浅香あき恵、清水けんじ他        | 2018年10月20日 | |
| 8月19日          | #120   | すち子の、万引き犯を捕まえろ!                | すっちー、清水けんじ、もじゃ吉田、宇都宮まき他       | 2021年2月27日  | 座員の咲方響が同年6月のロングインタビューで語ったことによると、この舞台でセリフの多い役を初めてもらった、とのこと。 |
| 8月26日          | #121   | その恋に花を持たせろ!                        | 酒井藍、島田一の介、浅香あき恵、小籔千豊他           | 2021年3月6日   | |
| 9月2日           | #122   | 物ブツ交換がつづくよどこまでカーッ!          | 川畑泰史、島田珠代、金原早苗、浅香あき恵他           | 2021年3月13日  | |
| 9月9日           | #123   | しみけんの支配人目指して全集中の呼吸         | 清水けんじ、吉田裕、島田珠代、烏川耕一他             | 2021年3月20日  | タイトルの後半部分は、当時流行していたアニメ「鬼滅の刃」より。 |
| 9月16日          | #124   | シャタオ先生の恋愛予備校!?                   | すっちー、松浦真也、井上安世、浅香あき恵他           | 2021年3月27日  | |
| 9月23日          | #125   | お父ちゃんの最後のお弁当!?                   | 酒井藍、内場勝則、烏川耕一、井上安世他               | 2021年4月3日   | |
| 9月30日          | #126   | KPP(顔パンパン)とBBQ(バーベキュー)!?         | 川畑泰史、井上安世、小林ゆう、若井みどり他           | 2021年4月10日  | |
| 10月7日          | #127   | 俺ん家、大ピンチ!?                           | 吉田裕、Mr.オクレ、諸見里大介、浅香あき恵他          | 2021年4月17日  | 本編放送時のタイトルは「俺ん家」と漢字表記だが、BSよしもとのタイムテーブルや各種番組表では「俺んち」と漢字の一部がひらがなで表記されている。 |
| 10月14日         | #128   | 沖縄から来たおーきな守り神!?                 | 諸見里大介、吉田裕、松浦景子、森田まりこ他           | 2021年4月24日  | 本編放送時は、エンディングで当時座員でもあったチャーリー浜(この年の4月18日死去)の追悼番組の予告が挿入されたが、この放送ではカット。 |
| 10月21日         | #129   | 新生活は幽霊屋敷で・・・                     | 酒井藍、すっちー、吉田裕、池乃めだか他               | 2021年5月1日   | |
| 10月28日         | #130   | 告白作戦はパーフェクト                       | 信濃岳夫、西川忠志、岡田直子、浅香あき恵他           | 2021年5月8日   | 本編放送当時はこの辺りから撮り溜め放出となっている。そのため、放送年と制作年が一部異なる回がある。ちなみに、この回はコロナ禍前の2019年8月3日制作。 |
| 11月2日          | #31    | すち子の、カゲッシーで村おこっしー（再放送） | すっちー、Mr.オクレ、未知やすえ、楠本見江子他        | 2018年11月24日 | |
| 11月4日          | #131   | 止められるか、この恋を                       | 川畑泰史、松浦真也、山田花子、森田まりこ他           | 2021年5月15日  | |
| 11月9日          | #33    | すち子と年末のジャンボな仲間たち（再放送）   | すっちー、島田一の介、浅香あき恵、烏川耕一他         | 2018年12月8日  | |
| 11月11日         | #132   | やつらを会わせるな!                          | 吉田裕、烏川耕一、金原早苗、若井みどり他             | 2021年5月22日  | 次回予告の際、本編では「次週2時間SP」と予告された。ただし、その部分は新喜劇とは全く関係のない後半部分のみだった。その為、その部分をカットして放送された。ちなみにカットされた後半部分は、すち子が「女探偵」となって、視聴者からの依頼を解決する、というものであった。なお、BSよしもとでの下記の回を含めた「完全版」の放送は2024年現在、年始の「お正月スペシャル」を含めて放送されていない。 |
| 11月18日         | #133   | バリバリ社員とズレズレ社長                   | すっちー、吉田裕、島田珠代、井上安世他               | 2021年5月29日  | |
| 11月25日         | #134   | 最悪な再会                                   | 信濃岳夫、松浦真也、浅香あき恵、森田まりこ他         | 2021年6月5日   | |
| 2024年12月1日    | #36    | 救世主は新入社員!?（再放送）                 | 小籔千豊、やなぎ浩二、Mr.オクレ、島田一の介他        | 2019年1月5日   | |
| 12月2日          | #135   | おしみ先生、15年目の卒業式!?                 | 清水けんじ、烏川耕一、高橋靖子、鮫島幸恵他           | 2021年6月12日  | 放送は2021年であるが、制作は2018年となっている。 |
| 12月9日          | #136   | 最強最弱なおっさん!?                         | 川畑泰史、Mr.オクレ、高橋靖子、森田まりこ他          | 2021年6月19日  | |
| 12月16日         | #137   | お父さんの盗んだものは                       | すっちー、清水けんじ、辻本茂雄、高橋靖子他           | 2021年6月26日  | |
| 2024年12月21日   | #40    | 藍五郎の、家族の願いを叶えるぞう!?（再放送） | 酒井藍、Mr.オクレ、島田一の介、未知やすえ他          | 2019年2月2日   | |
| 12月23日         | #138   | 諸太郎と悩めるエーシュ!?                     | 諸見里大介、内場勝則、浅香あき恵、松浦景子他         | 2021年7月3日   | |
| 12月30日         |        | 特別編成の為、休止                           |                                                      |                | |

| 2025年           | 2025年 | 2025年                                       | 2025年                                         | 2025年         | 2025年 |
| BSよしもと放送日 | 話数   | タイトル                                     | 出演                                           | MBS放送日      | 備考 |
| ---------------- | ------ | -------------------------------------------- | ---------------------------------------------- | -------------- | --- |
| 1月6日           | #139   | デカい二人のたこ焼き屋!?                     | 酒井藍、小籔千豊、松浦真也、森田まりこ他       | 2021年7月10日  | |
| 1月12日          | #45    | すち子の、私マウンテンで恋してん！（再放送） | すっちー、島田一の介、若井みどり、清水けんじ他 | 2019年3月16日  | |
| 1月13日          | #140   | 花月書店で会いましょう                       | 川畑泰史、Mr.オクレ、島田珠代、若井みどり他    | 2021年7月17日  | |
| 1月20日          | #141   | おかしな結婚相手!?                           | 小籔千豊、酒井藍、島田一の介、宇都宮まき他     | 2021年7月24日  | |
| 1月26日          | #51    | すち子は、殺し屋!?（再放送）                 | すっちー、島田一の介、橋本見江子、烏川耕一他   | 2019年4月27日  | G20大阪サミット紹介の為、安倍総理大臣(いずれも放送当時)がゲストで登場したが、出演者クレジットにはなかった。                                                      |
| 1月27日          | #142   | しみけんの憎み切れない泥棒たち               | 清水けんじ、吉田裕、安尾信乃助、若井みどり他   | 2021年8月7日   | |
| 2月2日           | #52    | ゾっとする結婚相手!?（再放送）               | 小籔千豊、Mr.オクレ、島田一の介、浅香あき恵他  | 2019年5月4日   | |
| 2月3日           | #143   | すち子の、南無阿弥研修中!                    | すっちー、清水けんじ、吉田裕、曽麻綾他         | 2021年8月14日  | |
| 2月9日           | #58    | すち子の、大豪邸!サスパンツ劇場（再放送）    | すっちー、Mr.オクレ、島田一の介、末成由美他    | 2019年6月15日  | |
| 2月10日          | #144   | とどの妻りは、黄泉がえり!?                   | 川畑泰史、小林ゆう、金原早苗、島田珠代他       | 2021年8月21日  | |
| 2月16日          | #61    | すち子の、10年目の浮気（再放送）             | すっちー、島田一の介、末成由美、烏川耕一他     | 2019年7月6日   | |
| 2月17日          | #145   | すち子は敏腕マネージャー!?                   | すっちー、島田一の介、島田珠代、咲方響他       | 2021年8月28日  | |
| 2月24日          | #146   | 阪神ファンと巨人ファンの恋                   | 川畑泰史、浅香あき恵、森田まりこ、小寺真理他   | 2021年9月4日   | |
| 3月3日           | #147   | 藍五郎のドキドキシェアハウス!?               | 酒井藍、吉田裕、烏川耕一、鮫島幸恵他           | 2021年9月11日  | |
| 3月10日          | #148   | トレインとレイン                             | 吉田裕、烏川耕一、高橋靖子、西川忠志他         | 2021年9月18日  | |
| 3月17日          | #149   | 私情最大の捜査                               | 川畑泰史、島田一の介、佐藤美優、島田珠代他     | 2021年9月25日  | |
| 3月24日          | #150   | やっぱヒーローでショー!?                     | 酒井藍、吉田裕、西川忠志、岡田直子他           | 2021年10月2日  | |
| 3月31日          | #151   | 花園は天国?地獄?                             | 信濃岳夫、Mr.オクレ、島田珠代、島田一の介他    | 2021年10月9日  | 今回、烏川耕一は女性キャラの『烏川耕一子』として出演。 |
| 4月6日           | #53    | 藍五郎の田舎のみんなとい〜なかに（再放送）   | 酒井藍、未知やすえ、高井俊彦、森田展義他       | 2019年5月11日  | |
| 4月7日           | #152   | シャタオが撮る!温故知新バトル!               | すっちー、吉田裕、島田一の介、浅香あき恵他     | 2021年10月16日 | |
| 4月13日          | #56    | 父の想いは、ゴリ霧中!?（再放送）             | 辻本茂雄、若井みどり、未知やすえ、島田珠代他   | 2019年6月1日   | |
| 4月14日          | #153   | 不器用リベンジャーズ                         | 川畑泰史、内場勝則、もじゃ吉田、曽麻綾他       | 2021年10月23日 | |
| 4月20日          | #54    | 隣の芝生は、半分青い。（再放送）             | 川畑泰史、Mr.オクレ、若井みどり、浅香あき恵他  | 2019年6月8日   | |
| 4月21日          | #154   | 長屋のカワイイお隣さん!?                     | 酒井藍、諸見里大介、髙橋靖子、浅香あき恵他     | 2021年10月30日 | |
| 4月28日          | #155   | しゃくれ警官 熱血派!!                        | 諸見里大介、吉田裕、信濃岳夫、高橋靖子他       | 2021年11月6日  | |
| 5月4日           | #57    | 後悔しないやつらの航海（再放送）             | 川畑泰史、Mr.オクレ、末成由美、浅香あき恵他    | 2019年6月8日   | |
| 5月5日           | #156   | 花月旅館に、すちの丞一座がやってきた!        | すっちー、清水けんじ、信濃岳夫、浅香あき恵他   | 2021年11月13日 | 公演当時は翌週に『婚活は見ざる言わざる聞かざる』が放送されていたが、これは時系列を入れ替えて6月に放送された。                                                    |
| 5月11日          | #59    | おしみの家具屋でGO！（再放送）               | 辻本茂雄，浅香あき恵，未知やすえ，島田珠代他   | 2019年6月22日  | |
| 5月12日          | #157   | すち子の、宝くじで縁結び                     | すっちー、吉田裕、松浦真也、森田まりこ他       | 2021年11月27日 | 2021年当時の『幸運の女神』の一人である小林由佳が出演。 |
| 5月18日          | #60    | 妹思いは荷が重い!?（再放送）                 | 川畑泰史、Mr.オクレ、若井みどり、末成由美他    | 2019年6月29日  | |
| 5月19日          | #158   | 孫がいてんの、幸せやねん!                    | 川畑泰史、すっちー、酒井藍、山田花子他         | 2021年12月4日  | 『せやねん!』とのコラボSP。トミーズ、かつみ♥さゆり、アキナ、スマイル、祇園、さや香がゲスト出演。                                                                 |
| 5月26日          | #159   | かたむいた花月旅館と女将の幸せ               | 酒井藍、辻本茂雄、松浦真也、森田まりこ他       | 2021年12月11日 | |
| 6月1日           | #62    | 恩返しは突然に（再放送）                     | 信濃岳夫、島田一の介、若井みどり、楠本見江子他 | 2019年7月13日  | |
| 6月2日           | #160   | しみけんの空港大捜査線                       | 清水けんじ、吉田裕、若井みどり、咲方響他       | 2021年12月18日 | |
| 6月9日           | #63    | 博士の最後の発明（再放送）                   | 吉田裕、Mr.オクレ、島田一の介、浅香あき恵他    | 2019年7月20日  | |
| 6月9日           | #161   | 婚活は見ざる言わざる聞かざる                 | 川畑泰史、島田一の介、千葉公平、鮫島幸恵他     | 2021年11月20日 | |
| 6月15日          | #69    | 同窓会はどうしょーかい？（再放送）           | 川畑泰史、Mr.オクレ、若井みどり、浅香あき恵他  | 2019年9月7日   | |
| 6月16日          | #162   | デッドボールでホームラン!?                   | 川畑泰史、諸見里大介、島田珠代、森田まりこ他   | 2021年12月25日 | |
| 6月23日          | #163   | 教師も恋は勉強中!?                           | 酒井藍、アキ、烏川耕一、信濃岳夫他             | 2022年1月8日   | 本編では前週、新春特別公演として4座長が総出演した「私の夢はトラぶる続き!?」（座長：川畑泰史）がSPとして放送されていたが、この放送ではカット。                    |
| 6月30日          |        | 特別編成の為、休止                           |                                                |                | |
| 7月1日           | #88    | 諸太郎のシネマパラダイシュ!?（再放送）       | 諸見里大介、島田一の介、浅香あき恵、烏川耕一他 | 2020年2月22日  | |
| 7月2日           | #99    | 家族でつながれ、貨物列車!（再放送）          | 酒井藍、辻本茂雄、高橋靖子、信濃岳夫他         | 2020年9月12日  | |
| 7月7日           | #164   | カゲツデンキで君を想う                       | 川畑泰史、島田珠代、山田花子、西川忠志他       | 2022年1月15日  | この回より放送枠が月曜22:00 - 23:00に移動した。 |
| 7月14日          | #165   | すち子の、失われたパスワード                 | すっちー、清水けんじ、川畑泰史、島田珠代他     | 2022年1月22日  | |
| 7月21日          | #166   | ヒーローショーは疲労困憊                     | 吉田裕、Mr.オクレ、松浦真也、森田まりこ他      | 2022年1月29日  | |
| 7月28日          | #167   | すち子の、ドッキリ大作戦!                    | すっちー、吉田裕、清水けんじ、佐藤美優他       | 2022年2月5日   | |
| 8月4日           | #168   | 中年親父と出戻り娘と巨大孫                   | 信濃岳夫、諸見里大介、高橋靖子、松浦真也他     | 2022年2月12日  | |
| 8月11日          | #169   | あの人は、ドクターY                          | 小籔千豊、酒井藍、清水けんじ、高橋靖子他       | 2022年2月19日  | 他局ではあるが、テレビ朝日系列で当時放送されていたドラマ「ドクターX〜外科医・大門未知子〜」のスピンオフドラマである「ドクターY〜外科医・加地秀樹〜」のパロディ。 |
| 8月18日          | #170   | しみけんの高架下ストーリー                   | 清水けんじ、辻本茂雄、島田珠代、鮫島幸恵他     | 2022年2月26日  | |
| 8月25日          | #171   | ちょっぴり怖い、おともだち!?                 | 酒井藍、吉田裕、松浦真也、安尾信乃助他         | 2022年3月5日   | |
| 9月1日           | #172   | お眼鏡にかなえば明るい未来                   | 川畑泰史、森田まりこ、小林ゆう、瀧見信行他     | 2022年3月12日  | |
| 9月8日           | #173   | 覚えていない婚約者                           | 諸見里大介、辻本茂雄、烏川耕一、島田珠代他     | 2022年3月19日  | |
| 9月15日          | #174   | すち子の、クレイジークライマー               | すっちー、清水けんじ、烏川耕一、山田花子他     | 2022年3月26日  | 本編では、『春休みスペシャル』として放送されたが、BSよしもとでは前半の新喜劇部分のみを放送。                                                                     |
| 9月22日          | #175   | 恋は散らない桜の木!?                         | 酒井藍、吉田裕、未知やすえ、松浦景子他         | 2022年4月2日   | |

### 祇園花月presents吉本新喜劇
| 2023年           | 2023年 | 2023年                                             | 2023年   | 2023年                                                              |
| BSよしもと放送日 | 話数   | タイトル                                           | 座長     | 備考                                                                |
| ---------------- | ------ | -------------------------------------------------- | -------- | ------------------------------------------------------------------- |
| 7月6日           | #1     | すち子と、決意表明の作り方                         | すっちー | 番宣には座長を含む最大4人とエキストラとして、収録当時の観客が出演。 |
| 7月13日          | #2     | お宝はお婆ちゃんの愛!?                             | 酒井藍   | ゲスト なべおさみ                                                   |
| 7月20日          | #3     | この壺ほんまはなんぼやねん！ウソついたらあかんよ〜 | アキ     |                                                                     |
| 7月27日          | #4     | 演歌を書いてもろてもええんかい？                   | 吉田裕   |                                                                     |
| 8月3日           | #5     | すち子の、神対応のススメ                           | すっちー |                                                                     |
| 8月10日          | #6     | しょうゆ顔より、たぬき顔!?                         | 酒井藍   |                                                                     |
| 8月17日          | #7     | スパッツ男の大作戦！                               | アキ     |                                                                     |
| 8月24日          | #8     | まごうことなき、孫と息子!?                         | 吉田裕   |                                                                     |
| 8月31日          | #9     | すち子の、恋するオバケ!?                           | すっちー |                                                                     |
| 9月7日           | #10    | お嬢様の禁じられた恋!?                             | 酒井藍   |                                                                     |
| 9月14日          | #11    | すち子と小さな国のプリンセス                       | すっちー |                                                                     |
| 9月21日          |        | 野球中継の為、休止                                 |          | 日曜、月曜の再放送枠は花月爆笑劇場を再放送。                        |
| 9月28日          | #12    | レスラーになるのは大変ですわ!?                     | 吉田裕   |                                                                     |
| 10月5日          | #13    | 修学旅行はトラブル模様                             | アキ     |                                                                     |
| 10月12日         | #14    | 逮捕しタイホど、逮捕できない!?                     | 酒井藍   |                                                                     |
| 10月19日         | #15    | どう生きるか？スパッツ男アキ助                     | アキ     |                                                                     |
| 10月26日         | #16    | 最後の姉妹喧嘩、俺がとめるんか〜い！               | 吉田裕   | ゲスト なべおさみ                                                   |
| 11月2日          | #17    | すち子の、サプライズのススメ                       | すっちー |                                                                     |
| 11月9日          | #18    | アキ助の恩返し                                     | アキ     |                                                                     |
| 11月16日         | #19    | 先行き不安な東京行き!?                             | 吉田裕   |                                                                     |
| 11月23日         | #20    | 不良少女とよんでぇな                               | 酒井藍   |                                                                     |
| 11月30日         | #17    | すち子の、サプライズのススメ（再放送）             | すっちー | 日曜、月曜の再放送枠では18話目、20話目を再放送。                    |
| 12月7日          | #21    | すち子の、親子をつなぐ腹話術                       | すっちー |                                                                     |
| 12月14日         | #22    | 恋もうどんも頑固一徹!?                             | 酒井藍   |                                                                     |
| 12月21日         | #23    | アキ助のスパッツと友達は裏切らへん！               | アキ     |                                                                     |
| 12月28日         | #24    | 恋のドロボーすんのかい！                           | 吉田裕   |                                                                     |

| 2024年           | 2024年 | 2024年                                           | 2024年                       | 2024年 |
| BSよしもと放送日 | 話数   | タイトル                                         | 座長（回によってはリーダー） | 備考 |
| ---------------- | ------ | ------------------------------------------------ | ---------------------------- | --- |
| 1月1日           | SP     | すち子の、狙われた財産                           | すっちー                     | 吉本新喜劇 大笑いスペシャルと題して2時間の特番で元日夜20時半より放送。 |
| 1月11日          | #25    | あなたの秘密はアイドンノー                       | 酒井藍                       | |
| 1月18日          | #26    | アキ助のクリスマスになりすます？                 | アキ                         | |
| 1月25日          | #27    | 旅館の女将は人気者!?                             | 吉田裕                       | |
| 2月1日           | #28    | アキ助のあけおめ！ことよろ！スパッツ男           | アキ                         | |
| 2月8日           | #29    | 夢を叶える嬢                                     | 酒井藍                       | |
| 2月15日          | #22    | 恋もうどんも頑固一徹!?（再放送）                 | 酒井藍                       | 日曜、月曜の再放送枠では23話目、24話目を再放送。 |
| 2月22日          | #30    | すち子の、恋とウーバー始めました                 | すっちー                     | |
| 2月29日          | #31    | アキ助の人生に必要なものは勇気とスパッツ！       | アキ                         | |
| 3月7日           | #32    | 兄弟仁義なき戦いすんのかい!?                     | 吉田裕                       | |
| 3月14日          | #33    | すち子の、子の心親知らず!?                       | すっちー                     | |
| 3月21日          | #34    | 修行の終わりは恋の始まり?                        | 酒井藍                       | |
| 3月28日          | #35    | 主人に隠れてすんのかい?せんのかい!?              | 吉田裕                       | |
| 4月4日           | #36    | 子役オーディションはスターへの道!?               | 酒井藍                       | |
| 4月11日          | #37    | アキ助のスパッツ&ロッケンロール                  | アキ                         | ゲスト なべおさみ |
| 4月18日          | #38    | すち子の、世にも不吉なご意見箱                   | すっちー                     | |
| 4月25日          | #13    | 修学旅行はトラブル模様（再放送）                 | アキ                         | 日曜、月曜の再放送枠でも同話を放送。 |
| 5月2日           | #39    | 仲良し姉妹の絆は強い!?                           | 酒井藍                       | |
| 5月9日           | #40    | 馬面忍法、乳首ドリルの術!?                       | 吉田裕                       | |
| 5月16日          | #41    | アキ助の、あの子のスパッツは恋模様!?             | アキ                         | |
| 5月23日          | #42    | すち子の、クレイマー、ただいまー                 | すっちー                     | |
| 5月30日          | #25    | あなたの秘密はアイドンノー（再放送）             | 酒井藍                       | 日曜、月曜の再放送枠でも同話を放送。 |
| 6月6日           | #43    | 茂造の、トゥルー・ラブとフェイク・ラブ           | 辻本茂雄                     | 『GW特別興行』として開催されたもの。 |
| 6月13日          | #44    | 店じまい、させるまい!?                           | 吉田裕                       | |
| 6月20日          | #45    | アキ助の人生は行って来いしてもいいよぉ〜!        | アキ                         | |
| 6月27日          | #8     | まごうことなき、孫と息子!?（再放送）             | 吉田裕                       | 日曜、月曜の再放送枠でも同話を放送。 |
| 7月4日           | #46    | すち子の、お化けの世界もコンプライアンス守ります | すっちー                     | |
| 7月11日          | #47    | アーっと驚きの落書き!?                           | 酒井藍                       | |
| 7月18日          | #48    | スーパー配膳ロボ、発進すんのかい!?               | 吉田裕                       | |
| 7月25日          | #5     | すち子の、神対応のススメ（再放送）               | すっちー                     | 日曜、月曜の再放送枠でも同話を放送。 |
| 8月1日           | #49    | 伝説のコンサルタント                             | 佐藤太一郎/小西武蔵          | |
| 8月8日           | #50    | すち子の、豪邸買うてえ!                          | すっちー                     | ゲスト なべおさみ |
| 8月15日          | #51    | 家族をしあわせに妖精へん!?                       | 酒井藍                       | |
| 8月22日          | #52    | 花月ホテル、宿泊するには不適切!?                 | 内場勝則                     | |
| 8月29日          | #53    | アキ助の恋とスパッツの夏合宿                     | アキ                         | |
| 9月5日           | #54    | 旅館にアイドルがやって来る!                      | 間寛平                       | 間寛平にとって、祇園花月では初の座長公演となった。 |
| 9月12日          | #55    | 恩師への恩返し?                                  | 酒井藍                       | |
| 9月19日          | #56    | すち子の、お父さん改造計画                       | すっちー                     | |
| 9月26日          | #57    | 愛・LOVE・お父ちゃん!                            | 酒井藍                       | |
| 10月3日          |        | 野球中継の為、休止                               |                              | この週の日曜は「ハイスクールマンザイ」放送の為、再放送なし。月曜の再放送枠は#56を再放送。 |
| 10月10日         | #58    | すち子の、鳥がとりもつラブスとーりー!?           | すっちー                     | |
| 10月17日         | #59    | 夫婦問題、スパッツ男がスパッと解決!              | アキ                         | |
| 10月24日         | #60    | 拝啓、愛しい人へ                                 | 吉田裕                       | |
| 10月31日         | #61    | アキ助の、強いお父さんがいぃよぉ〜!?             | アキ                         | |
| 11月7日          | #62    | すち子の、うんめぇ運命のウメうどん               | すっちー                     | |
| 11月14日         | #63    | 恋を運ぶ再出発!?                                 | 酒井藍                       | |
| 11月21日         | #64    | 息子と湯のみで鵜のみにすんのかい!?               | 吉田裕                       | |
| 11月28日         | #65    | アキコは親子にお節介をやく!?                     | アキ                         | |
| 12月5日          | #66    | すち子と、三人の不貞ヤツら                       | すっちー                     | |
| 12月12日         | #67    | この道化師は、どうけしからん!?                   | 酒井藍                       | |
| 12月19日         | #68    | 長寿の秘訣は、恋シニアあかん!?                   | 吉田裕                       | |
| 12月26日         | #69    | 大将は、おもちゃドクター                         | 酒井藍                       | 公演開催当時は、劇場が2週間休館した影響で公演が1日しか開催されなかった為「ハロウィンとスパッツ男」(座長：アキ)と「すち子の、ハッピー子連れウエディング」(座長：すっちー)の2公演については放送なし。また、タイトルはディズニーのアニメーション作品『ドックはおもちゃドクター』のパロディ。 |

| 2025年           | 2025年 | 2025年                                                            | 2025年                       | 2025年 |
| BSよしもと放送日 | 話数   | タイトル                                                          | 座長（回によってはリーダー） | 備考 |
| ---------------- | ------ | ----------------------------------------------------------------- | ---------------------------- | --- |
| 1月1日           | SP     | スーパー作業員がやってきた!                                       | 間寛平                       | 吉本新喜劇65周年ツアー 寛平GM&4座長そろい踏みSPと題して2時間の特番で元日の21時より放送。 |
| 1月2日           |        | 特別編成の為、休止                                                |                              | |
| 1月9日           | #70    | 負けられない面接がここにある!?                                    | 吉田裕                       | |
| 1月16日          | #71    | 笑う門にはスパッツ来たる                                          | アキ                         | |
| 1月23日          | #72    | すち子の、スペース・ラブ・バトル・ファンタジーうどん              | すっちー                     | 再放送枠では、#66「すち子と、三人の不貞ヤツら」を放送。 |
| 1月30日          | #73    | プレゼント、渡さんと!                                             | 吉田裕                       | |
| 2月6日           | #74    | アキ助の時間の扉を開けてもいぃよぉ～!                             | アキ                         | ゲスト なべおさみ |
| 2月13日          | #75    | ヒーロー戦隊を助けたい!?                                          | 酒井藍                       | |
| 2月20日          | #76    | 結婚への道は、前歯んあるのみ                                      | 吉田裕                       | |
| 2月27日          | #77    | 向かい同士なんだから、仲良くしたほうがいぃよぉ～!                 | アキ                         | |
| 3月6日           | #78    | すち子のピンチを救う正義のヒーロー                                | すっちー                     | |
| 3月13日          | #79    | アキコの恋する男は辛いね～!                                       | アキ                         | |
| 3月20日          | #78    | すち子のピンチを救う正義のヒーロー（再放送）                      | すっちー                     | 日曜、月曜の再放送枠でも同話を放送。また、公演開催当時は座長である酒井が体調不良により、収録日の放送を休演した為(代演：安尾信乃助)、「最後の恋は、詐欺師との恋!?」(座長：酒井藍)については放送なし。 |
| 3月27日          | #80    | レイチェルの、兄貴の愛を取り戻せ!                                 | レイチェル                   | 祇園花月でのレイチェル初リーダー公演。 |
| 4月3日           | #81    | すち子の、気になる!どーなる?パーソナル!?                          | すっちー                     | |
| 4月10日          | #82    | 藍のしつけと、しつけー教育係                                      | 酒井藍                       | |
| 4月17日          | #83    | 真犯人、名乗り出んのかい!                                         | 吉田裕                       | |
| 4月24日          | #84    | アキコさんの家族はありのままがいぃよぉ〜?!                        | アキ                         | |
| 5月1日           | #85    | すち子の、わんぱく相撲でこっつぁんです!                           | すっちー                     | |
| 5月8日           | #86    | うどんがつなぐ、家族の愛!?                                        | 酒井藍                       | |
| 5月15日          | #87    | 花月村のいちばん長い日                                            | 吉田裕                       | 金の卵12個目のケンが祇園花月初登場。 |
| 5月22日          | #88    | 不良少女と呼ばないで、スパッツ男と呼ばないで。                    | アキ                         | |
| 5月29日          | #89    | すち子と、運命の選択                                              | すっちー                     | |
| 6月5日           | #90    | 茂造の嫁と姑のいくさじゃーのろしを上げろ〜ほぉ〜ほぅお〜 (法螺貝) | 辻本茂雄                     | 『GW特別興行』として開催されたもの。なお、BSよしもとでの放送時は『(法螺貝)』の部分が省略されていた。                                                                                                 |
| 6月12日          | #91    | 家族って、めんどくさいけど、あったカッーイ?                       | 吉田裕                       | |
| 6月19日          | #92    | アキコさん、みんながヒーローでいいよぉ〜!?                        | アキ                         | |
| 6月26日          | #93    | すち子は、アナの女王                                              | すっちー                     | |
| 7月3日           | #94    | 酒井容疑者の、100倍返し                                           | 酒井藍                       | この回より放送枠が木曜22:00 - 23:00に移動。 |
| 7月10日          | #95    | ぐうたら兄貴をどうしたら?!                                        | 吉田裕                       | |
| 7月17日          | #96    | やっぱり夫婦っていいよぉ〜                                        | アキ                         | |
| 7月24日          | #97    | すち子の、謎の少女とほろ苦い恋!?                                  | すっちー                     | |
| 7月31日          | #98    | 親父の家出はひどいで!?                                            | 酒井藍                       | |
| 8月7日           | #99    | わしら人生ギリギリなんじゃ!生きてるだけでいいよ〜                 | アキ                         | |
| 8月14日          | #100   | なんてたって探偵物語                                              | 吉田裕                       | |
| 8月21日          | #101   | すち子の、あなたに代わってお届けよ!?                              | すっちー                     | |
| 8月28日          | #102   | ばぁばのうどんは思い出の味!?                                      | 酒井藍                       | |
| 9月4日           | #103   | アキコさん、夫婦は仲良しがいいよぉ〜                              | アキ                         | |
| 9月11日          | #104   | 茂造の祇園花月、最後のギャグ祭りじゃ〜!                           | 辻本茂雄                     | 『お盆休み特別興行』として放送。 |
| 9月18日          | #105   | アキ助の、スパッツと思い出は裏切らへんで〜                        | アキ                         | 本編とは前述の公演と時系列を入れ替えて放送。 |
| 9月25日          | #106   | 恋の爆弾、爆発すんのか〜い!?                                      | 吉田裕                       | 『お盆休み特別興行』として放送。『祇園花月〜』の最終回。 |

### 祇園花月presents吉本新喜劇 Selection
| 2025年           | 2025年 | 2025年                                           | 2025年   | 2025年         | 2025年       | 2025年                                             |
| BSよしもと放送日 | 話数   | タイトル                                         | 座長     | 初回放送日     | 初回放送話数 | 備考                                               |
| ---------------- | ------ | ------------------------------------------------ | -------- | -------------- | ------------ | -------------------------------------------------- |
| 1月5日           | #1     | あなたの秘密はアイドンノー                       | 酒井藍   | 2024年1月11日  | #25          |                                                    |
| 1月5日           | #2     | アキ助のあけおめ!ことよろ!スパッツ男             | アキ     | 2024年2月1日   | #29          |                                                    |
| 1月5日           | #3     | 仲良し姉妹の絆は強い!?                           | 酒井藍   | 2024年5月2日   | #39          |                                                    |
| 1月5日           | #4     | 茂造の、トゥルー・ラブとフェイク・ラブ           | 辻本茂雄 | 2024年6月6日   | #43          | 『GW特別興行』として開催されたもの。               |
| 1月5日           | #5     | すち子の、お化けの世界もコンプライアンス守ります | すっちー | 2024年7月4日   | #46          |                                                    |
| 1月5日           | #6     | 花月ホテル、宿泊するには不適切!?                 | 内場勝則 | 2024年8月22日  | #52          |                                                    |
| 1月5日           | #7     | 旅館にアイドルがやって来る!                      | 間寛平   | 2024年9月5日   | #54          | 間寛平にとって、祇園花月では初の座長公演となった。 |
| 1月5日           | #8     | 愛・LOVE・お父ちゃん!                            | 酒井藍   | 2024年9月26日  | #57          |                                                    |
| 1月5日           | #9     | すち子と、うんめぇ運命のウメうどん               | すっちー | 2024年11月7日  | #62          |                                                    |
| 1月5日           | #10    | アキコは親子にお節介やく!?                       | アキ     | 2024年11月28日 | #65          |                                                    |

### 年始もオモロく! よしもと新喜劇 お正月スペシャル!
| 2023年           | 2023年 | 2023年                                 | 2023年                                         | 2023年                                                                               |
| BSよしもと放送日 | 話数   | タイトル                               | 出演                                           | 備考                                                                                 |
| ---------------- | ------ | -------------------------------------- | ---------------------------------------------- | ------------------------------------------------------------------------------------ |
| 1月2日           | #1     | 西遊喜                                 | すっちー、内場勝則、吉田裕、酒井藍他           | 2015年1月MBS放送（正月SP）                                                           |
| 1月2日           | #2     | 家族円満が一番い〜のしし！             | 内場勝則、辻本茂雄、川畑泰史、すっちー他       | 2019年1月MBS放送（正月SP）                                                           |
| 1月2日           | #3     | すち子の一攫千金埋蔵金！               | すっちー、内場勝則、小籔千豊、川畑泰史他       | 2016年1月MBS放送（正月SP）                                                           |
| 1月3日           | #4     | 花月教会と迷える子ネズミ!?             | 小籔千豊、川畑泰史、すっちー、酒井藍他         | 2020年1月MBS放送（正月SP）                                                           |
| 1月3日           | #5     | こども探偵・藍！犯人はトリ逃がさない！ | 内場勝則、小籔千豊、川畑泰史、すっちー他       | 2017年1月MBS放送（正月SP）                                                           |
| 1月3日           | #6     | 戦え！アドベンチャーズ                 | すっちー、小籔千豊、川畑泰史、酒井藍他         | 2021年1月MBS放送（正月SP）                                                           |
| 1月4日           | #7     | 花月商店街60年の歴史!?                 | 小籔千豊、川畑泰史、すっちー、酒井藍他         | 2019年3月MBS放送（60周年記念SP）                                                     |
| 1月4日           | #8     | 好きだからって結婚できない!?           | 小籔千豊、川畑泰史、すっちー、酒井藍他         | 2018年8月MBS放送（全国ツアーSP）                                                     |
| 1月4日           | #9     | 眠れない男                             | 辻本茂雄、島田一の介、若井みどり、山田花子他   | 2018年3月MBS放送（辻本茂雄30周年SP）後半は「茂造が究極の食材探しロケ」               |
| 1月5日           | #10    | 兄妹愛は海を越える!?                   | すっちー、酒井藍、島田一の介、烏川耕一他       | 2020年2月MBS放送（60周年ワールドツアーSP）後半は「やらかし事件簿ベスト7」            |
| 1月5日           | #11    | 恋する乙女はちょっぴり太め             | 酒井藍、Mr.オクレ、島田一の介、浅香あき恵他    | 2017年7月MBS放送（酒井藍座長就任SP）後半は「ドッキリで暴く！信用できる座員は誰だSP」 |
| 1月5日           | #12    | 長屋に福がホップステップピョン         | 石田靖、藤井隆、桑原和男、烏川耕一、川畑泰史他 | 1999年1月MBS放送（正月SP）                                                           |

| 2024年           | 2024年 | 2024年                                        | 2024年                                         | 2024年                                                                               |
| BSよしもと放送日 | 話数   | タイトル                                      | 出演                                           | 備考                                                                                 |
| ---------------- | ------ | --------------------------------------------- | ---------------------------------------------- | ------------------------------------------------------------------------------------ |
| 1月1日           | #13    | 花月商店街は大騒ぎじゃ〜                      | 内場勝則、辻本茂雄、小籔千豊、川畑泰史他       | 2013年1月5日MBS放送（正月SP）                                                        |
| 1月1日           | #14    | ウマくいくのか!?花月旅館                      | 内場勝則、辻本茂雄、川畑泰史、井上竜夫他       | 2014年1月4日MBS放送（正月SP）                                                        |
| 1月1日           | #15    | たべてんか                                    | 内場勝則、辻本茂雄、川畑泰史、すっちー他       | 2018年1月MBS放送（正月SP）                                                           |
| 1月2日           | #16    | 吉本新喜劇誕生物語 これが吉本新喜劇じゃー！！ | 内場勝則、辻本茂雄、小籔千豊、川畑泰史他       | 2009年3月MBS放送（50周年記念SP）後半は「その時新喜劇が動いた〜楽屋ニュースSP〜」     |
| 1月2日           | #17    | よみがえれ京八「泥棒と鈴」                    | 川畑泰史、板尾創路、桑原和男、浅香あき恵他     | 2012年10月MBS放送（吉本百年物語10月公演）後半は「ご長寿クイズ」                      |
| 1月2日           | #18    | 初めてのEメール / うっちゃんとアホぼん        | 内場勝則、末成由美、高橋靖子、川畑泰史他       | 内場勝則20周年SP                                                                     |
| 1月2日           | #7     | 花月商店街60年の歴史!?                        | 小籔千豊、川畑泰史、すっちー、酒井藍他         | 2019年3月MBS放送（60周年記念SP）                                                     |
| 1月2日           | #10    | 兄妹愛は海を越える!?                          | すっちー、酒井藍、島田一の介、烏川耕一他       | 2020年2月MBS放送（60周年ワールドツアーSP）後半は「やらかし事件簿ベスト7」            |
| 1月3日           | #3     | すち子の一攫千金埋蔵金！                      | すっちー、内場勝則、小籔千豊、川畑泰史他       | 2016年1月MBS放送（正月SP）                                                           |
| 1月3日           | #19    | ハモっちんぐすち子先生                        | すっちー、末成映薫、浅香あき恵、清水けんじ他   | 2020年5月MBS放送（すっちープレゼンツ傑作選：本放送は2016年11月）                     |
| 1月3日           | #4     | 花月教会と迷える子ネズミ!?                    | 小籔千豊、川畑泰史、すっちー、酒井藍他         | 2020年1月MBS放送（正月SP）                                                           |
| 1月3日           | #20    | すち子の、ゴミ屋敷はじめました。              | すっちー、島田一の介、若井みどり、浅香あき恵他 | 2020年8月8日MBS放送（夏のすち子2時間SP）後半は「解決！なんでも探偵事務所」           |
| 1月3日           | #21    | ひとめぼれの恋に難あり!?                      | 川畑泰史、Mr.オクレ、若井みどり、はじめ他      | 2020年10月31日MBS放送（秋の座長勢揃いSP）後半は「解決！なんでも探偵事務所」          |
| 1月4日           | #11    | 恋する乙女はちょっぴり太め                    | 酒井藍、Mr.オクレ、島田一の介、浅香あき恵他    | 2017年7月MBS放送（酒井藍座長就任SP）後半は「ドッキリで暴く！信用できる座員は誰だSP」 |
| 1月4日           | #22    | 藍ちゃんと、お婆ちゃんの夏                    | 酒井藍、Mr.オクレ、若井みどり、浅香あき恵他    | 2020年7月MBS放送（酒井藍プレゼンツ傑作選：本放送は2018年9月）                        |
| 1月4日           | #8     | 好きだからって結婚できない!?                  | 小籔千豊、川畑泰史、すっちー、酒井藍他         | 2018年8月MBS放送（全国ツアーSP）                                                     |
| 1月4日           | #2     | 家族円満が一番い〜のしし！                    | 内場勝則、辻本茂雄、川畑泰史、すっちー他       | 2019年1月MBS放送（正月SP）                                                           |
| 1月4日           | #6     | 戦え！アドベンチャーズ                        | すっちー、小籔千豊、川畑泰史、酒井藍他         | 2021年1月MBS放送（正月SP）                                                           |

### 年末年始 よしもと新喜劇スペシャル
年跨ぎで放送されるが2024年末の放送については、過去に『年始もオモロく!よしもと新喜劇 お正月スペシャル』で放送された再放送のみである為、ここでは今回が初回放送となる分のみを記述する。
| 2024年           | 2024年 | 2024年                           | 2024年                                       | 2024年                                                                    | 2024年                                                            |
| BSよしもと放送日 | 話数   | タイトル                         | 出演                                         | MBS放送日もしくは各媒体配信日                                             | 備考                                                              |
| ---------------- | ------ | -------------------------------- | -------------------------------------------- | ------------------------------------------------------------------------- | ----------------------------------------------------------------- |
| 12月31日         | #1     | 執事小籔は絵になるね!?           | 小籔千豊、清水けんじ、未知やすえ、井上安世他 | 2011年7月9日                                                              |                                                                   |
| 12月31日         | #2     | 花月旅館は大騒ぎじゃ〜！ 愛情編  | アキ、すっちー、酒井藍、鮫島幸恵他           | 2022年10月10日YouTube他にて配信                                           |                                                                   |
| 12月31日         | #3     | すち子の、ツタンカーゲツを守れ!? | すっちー、清水けんじ、烏川耕一、金原早苗他   | 2016年10月1日MBS放送(『アートだ！グルメだ！よしもと新喜劇 秋スペシャル』) | 後半は『1万歩歩いてもええやんゲットツアー！』〜秋の京都グルメ編〜 |

| 2025年           | 2025年 | 2025年                       | 2025年                                     | 2025年 | 2025年                                                                                |
| BSよしもと放送日 | 話数   | タイトル                     | 出演                                       | MBS放送日もしくは各媒体配信日 | 備考                                                                                  |
| ---------------- | ------ | ---------------------------- | ------------------------------------------ | --- | ------------------------------------------------------------------------------------- |
| 1月1日           | #4     | 笑う門に嫁来る               | 石田靖、辻本茂雄、桑原和男、島田珠代他     | 2000年正月スペシャルにて放送。 |                                                                                       |
| 1月1日           | #5     | 初夢運ぶ宝船                 | 桑原和男、内場勝則、島田一の介、末成由美他 | 2006年正月スペシャルにて放送。 |                                                                                       |
| 1月2日           | #6     | 初春に迷える仔羊がやって来た | 内場勝則、石田靖、吉田ヒロ、宇都宮まき他   | 2003年正月スペシャルにて放送。 |                                                                                       |
| 1月2日           | #7     | 定年間際の逮捕劇!?           | 川畑泰史、吉田裕、松浦真也、島田一の介他   | 2016年4月17日MBS放送(『川畑座長の春の「カーッ!」祭り!すち子とおきなわ新喜劇120分SP』)。後半はタイトルに書いてある通り『すち子とおきなわ新喜劇』 | 本編放送当時、本来放送する予定だった16日に熊本地震が発生した為、放送が1日延期された。 |

### 春のお笑いスペシャル
以下はすべて『春のお笑いスペシャル2024 吉本新喜劇65周年WEEK』として放送されたものである。
| 2024年           | 2024年                                                       | 2024年   | 2024年        | 2024年 |
| BSよしもと放送日 | タイトル                                                     | 座長     | 初回放送日    | 備考 |
| ---------------- | ------------------------------------------------------------ | -------- | ------------- | --- |
| 3月18日          | 男は過去を振り返らない                                       | 小籔千豊 | 2010年5月8日  | |
| 3月19日          | 披露宴はつつがなく?                                          | 小籔千豊 | 2010年9月11日 | |
| 3月20日          | 花月夜間学校〜寛平がアキがEXITが生徒!?で大暴れ!!爆笑新喜劇〜 | 間寛平   | 2024年1月28日 | ゲスト EXIT、ケン(水玉れっぷう隊)                                                                                      |
| 3月21日          | 執事小藪は絵になるね                                         | 小籔千豊 | 2011年7月9日  | BSよしもと放送時は『執事小藪は絵になるね!?』と『!?』表記が付いていた。                                                 |
| 3月23日          | オバケなんて嘘さ                                             | 小籔千豊 | 2011年8月20日 | BSよしもと放送時は『お化け』と、漢字表記であった。                                                                     |
| 3月24日          | 花月うどんは恋の味!?                                         | すっちー | 2024年3月2日  | 『よしもと新喜劇記念日2024SP芝居』の一環として放送され、公演のタイトルにも『よしもと新喜劇65周年SP』と付記されていた。 |

### よしもと新喜劇（2006 - ）
| 2024年           | 2024年 | 2024年                       | 2024年   | 2024年       | 2024年                         | 2024年 |
| BSよしもと放送日 | 話数   | タイトル                     | 座長     | 初回放送日   | 備考                           |        |
| ---------------- | ------ | ---------------------------- | -------- | ------------ | ------------------------------ | ------ |
| 1月9日           | #1     | SAKURA                       | 石田靖   | 2006年4月1日 |                                |        |
| 1月16日          | #2     | ヒーロー大変身!?             | 吉田ヒロ | 4月8日       |                                |        |
| 1月23日          | #3     | ♪花月盛はよいお酒            | 内場勝則 | 4月15日      |                                |        |
| 1月30日          | #4     | 笑劇！感激！時代劇！         | 辻本茂雄 | 4月22日      |                                |        |
| 2月6日           | #5     | 親父の心は刑事（デカ）かった | 吉田ヒロ | 4月29日      |                                |        |
| 2月13日          | #6     | リフォーム大作戦             | 内場勝則 | 5月6日       |                                |        |
| 2月20日          | #7     | うどんがつなぐ親子の絆       | 小籔千豊 | 5月13日      |                                |        |
| 2月27日          | #8     | すれ違いバージンロード       | 辻本茂雄 | 5月20日      |                                |        |
| 3月5日           | #9     | あぶない!?駐在               | 吉田ヒロ | 5月27日      |                                |        |
| 3月12日          | #10    | 渡る世間はカレー味!?         | 辻本茂雄 | 6月3日       |                                |        |
| 3月19日          | #11    | 遠い国からの居候!?           | 小籔千豊 | 6月10日      |                                |        |
| 3月26日          | #12    | うれしはずかし不倫旅行       | 内場勝則 | 6月17日      |                                |        |
| 4月2日           | #13    | バツーンと占うわよ!          | 吉田ヒロ | 6月24日      |                                |        |
| 4月9日           | #14    | 言い出せなくて・・・         | 辻本茂雄 | 7月1日       |                                |        |
| 4月16日          | #15    | 最後に串はカツ               | 内場勝則 | 7月8日       |                                |        |
| 4月23日          | #16    | バーバー島田                 | 小籔千豊 | 7月15日      |                                |        |
| 4月30日          | #17    | トロピカルで愛シテール       | 吉田ヒロ | 7月22日      |                                |        |
| 5月7日           | #18    | スリラーロッジ               | 辻本茂雄 | 8月5日       |                                |        |
| 5月14日          | #19    | 商店街の夕日                 | 小籔千豊 | 8月12日      |                                |        |
| 5月21日          | #20    | こちら花月診療所             | 内場勝則 | 8月19日      |                                |        |
| 5月28日          | #21    | カフェ・ドゥ・ヤクザ         | 吉田ヒロ | 8月26日      |                                |        |
| 6月4日           | #22    | オジはつらいよ               | 辻本茂雄 | 9月2日       | この公演を最後に西科仁が退団。 |        |
| 6月11日          | #23    | 小籔社長、最期の日           | 小籔千豊 | 9月9日       |                                |        |
| 6月18日          | #24    | 花の幸せ夢芝居               | 吉田ヒロ | 9月16日      |                                |        |
| 6月25日          | #25    | うどん屋一家の危機           | 内場勝則 | 9月23日      |                                |        |
| 7月2日           | #26    | おやじの詩                   | 辻本茂雄 | 9月30日      |                                |        |
| 7月9日           | #27    | 彼女は幽霊!?                 | 内場勝則 | 10月7日      |                                |        |
| 7月16日          | #28    | 息子たちの祭り               | 吉田ヒロ | 10月14日     |                                |        |
| 7月23日          | #29    | 発掘!コヤブの大発見          | 小籔千豊 | 10月21日     |                                |        |
| 7月30日          | #30    | 恋する珠ちゃん               | 小籔千豊 | 10月28日     |                                |        |
| 8月6日           | #31    | ♪別れても好きな人            | 辻本茂雄 | 11月4日      |                                |        |
| 8月13日          | #32    | からくり旅館                 | 川畑泰史 | 11月11日     |                                |        |
| 8月20日          | #33    | 兄貴と妹と機関銃             | 吉田ヒロ | 12月2日      |                                |        |
| 8月27日          | #34    | 色づく紅葉恋物語             | 内場勝則 | 11月18日     |                                |        |
| 9月3日           | #35    | ヤンキー学園                 | 吉田ヒロ | 11月25日     |                                |        |
| 9月10日          | #36    | カンちがいな天使             | 烏川耕一 | 12月9日      |                                |        |
| 9月17日          | #37    | 幸せのジングルベル           | 辻本茂雄 | 12月16日     |                                |        |
| 9月24日          | #38    | Dr.孤島診療所                | 小籔千豊 | 12月23日     |                                |        |
| 10月1日          | #39    | いぬ年くる年                 | 吉田ヒロ | 12月30日     |                                |        |
| 10月8日          | #40    | 迷える3匹の子ブタ            | 小籔千豊 | 2007年1月6日 |                                |        |
| 10月15日         | #41    | 亡者の一分                   | 内場勝則 | 1月13日      |                                |        |
| 10月22日         | #42    | 17才の母                     | 辻本茂雄 | 1月20日      |                                |        |
| 10月29日         | #43    | ヤクザの三日坊主             | 吉田ヒロ | 1月27日      |                                |        |
| 11月5日          | #44    | 14年目の春                   | 辻本茂雄 | 2月3日       |                                |        |
| 11月12日         | #45    | 迷える狼を救いたまえ         | 小籔千豊 | 2月10日      |                                |        |
| 11月19日         | #46    | 今週、妻が浮気する?          | 内場勝則 | 2月17日      |                                |        |
| 11月26日         | #47    | 最強姉貴伝説                 | 烏川耕一 | 2月24日      |                                |        |
| 12月3日          | #48    | 野生の王子                   | 小籔千豊 | 3月3日       |                                |        |
| 12月10日         | #49    | ハゲより男子                 | 内場勝則 | 3月10日      |                                |        |
| 12月17日         | #50    | ふぞろいなヒミツ             | 川畑泰史 | 3月17日      |                                |        |
| 12月24日         | #51    | 迷える母子を救いたまえ!      | 小籔千豊 | 3月24日      |                                |        |
| 12月31日         |        | 特別編成の為、休止           |          |              |                                |        |

| 2025年           | 2025年 | 2025年                             | 2025年     | 2025年        | 2025年 | 2025年 |
| BSよしもと放送日 | 話数   | タイトル                           | 座長       | 初回放送日    | 備考 |        |
| ---------------- | ------ | ---------------------------------- | ---------- | ------------- | --- | ------ |
| 1月7日           | #52    | 彼女のヒミツ                       | 辻本茂雄   | 2007年3月31日 | |        |
| 1月14日          | #53    | ドリームドール!?                   | 烏川耕一   | 4月7日        | |        |
| 1月21日          | #54    | 花月寮に春よ来い                   | 川畑泰史   | 4月14日       | |        |
| 1月28日          | #55    | お引越し                           | 内場勝則   | 4月21日       | |        |
| 2月4日           | #56    | 極道子守唄                         | 吉田ヒロ   | 4月28日       | |        |
| 2月11日          | #57    | 家庭教師はツライ                   | 小籔千豊   | 5月5日        | |        |
| 2月18日          | #58    | ボクとオカンと、                   | 辻本茂雄   | 5月12日       | |        |
| 2月25日          | #59    | 京都愛人事件                       | 川畑泰史   | 5月19日       | |        |
| 3月4日           | #60    | 幸福行き最終列車                   | 内場勝則   | 5月26日       | |        |
| 3月11日          | #61    | 最低で最高な記念日                 | 烏川耕一   | 6月2日        | |        |
| 3月18日          | #62    | 小説家・小籔の憂鬱                 | 小籔千豊   | 6月9日        | |        |
| 3月25日          | #63    | ママと呼ばないで                   | 内場勝則   | 6月16日       | |        |
| 4月1日           | #64    | 母はライバル!?                     | 辻本茂雄   | 6月23日       | |        |
| 4月8日           | #65    | おかんの心子知らず                 | 小籔千豊   | 6月30日       | |        |
| 4月15日          | #66    | アンタが大将!!夢芝居               | 川畑泰史   | 7月7日        | この舞台から吉田ヒロが座長を退任したことに伴って、正式に川畑が座長に就任 (吉田ヒロ自身は、座長退任後も今日にいたるまで『吉本新喜劇』への出演は継続している)。なお、BSよしもとではタイトルが一部省略されているが、本放送時は『川畑泰史新座長就任スペシャル』として放送されていた。        |        |
| 4月22日          | #67    | ウェディング・ラン                 | 内場勝則   | 7月14日       | |        |
| 4月29日          | #68    | ラーメン一筋平山さん               | 辻本茂雄   | 7月21日       | |        |
| 5月6日           | #69    | 闘え!ジャイアントマスク            | 烏川耕一   | 8月4日        | |        |
| 5月13日          | #70    | 竜巻を呼ぶ男                       | 川畑泰史   | 8月11日       | 公演当時は翌週に『ダイエットは世界陸上を救う！』が放送されていたが、この放送ではカット。 |        |
| 5月20日          | #71    | 奇跡の宿                           | 小籔千豊   | 8月25日       | |        |
| 5月27日          | #72    | 爆走!たこ焼き屋台                  | 内場勝則   | 9月1日        | |        |
| 6月3日           | #73    | あなた誘拐しませんか?              | 烏川耕一   | 9月8日        | |        |
| 6月10日          | #74    | 白衣のやすえンジェル               | 未知やすえ | 9月15日       | 『未知やすえ女座長公演』として開催されたもの。また、これをきっかけとして翌2008年から2014年まで毎年お盆の時期に未知を座長とする『女座長特別公演』を開催するようになる。これに関連して、未知自身も1999年頃に座長就任の話があったが断っていたことを後の座員紹介インタビューで明かしている。 |        |
| 6月17日          | #75    | 熱血!顔パン先生                    | 川畑泰史   | 9月22日       | この舞台から13年後の2020年に年末特別公演として開催された同名のタイトルとは無関係。 |        |
| 6月22日          | #56    | 極道子守唄（再放送）               | 吉田ヒロ   | 4月28日       | |        |
| 6月22日          | #57    | 家庭教師はツライ（再放送）         | 小籔千豊   | 5月5日        | |        |
| 6月24日          | #76    | 楽園の奇跡                         | 辻本茂雄   | 9月29日       | |        |
| 7月2日           | #77    | シークレットハウス                 | 烏川耕一   | 10月6日       | この回より放送枠が水曜22:00 - 23:00に移動。 |        |
| 7月9日           | #78    | サンキュー先生が行く               | 内場勝則   | 10月13日      | この回のエンディングでは「当時の記者会見の様子」としてすっちー、若井みどりおよびランディーズのNGKへの入団会見の模様を放送した。また、会見には座員を代表してこの回でも座長を務めた内場が出席した。                                                                                        |        |
| 7月16日          | #79    | シスター小藪、大きなお世話!?       | 小籔千豊   | 10月20日      | |        |
| 7月20日          | #58    | ボクとオカンと、（再放送）         | 辻本茂雄   | 5月12日       | |        |
| 7月23日          | #80    | ヒロインの秘密                     | 川畑泰史   | 11月3日       | 公演当時は前週、「よしもとエキサイティングツアー」の一環として「奇跡の星」（座長：内場勝則）を含む2時間SPが放送されたが、この放送ではカット。 |        |
| 7月30日          | #81    | 愛♡家族                            | 辻本茂雄   | 11月10日      | すっちーと若井みどりが本公演初登場。 |        |
| 8月6日           | #82    | 運命の女性は突然に!                | 小籔千豊   | 11月17日      | ランディーズの二人が本公演初登場。 |        |
| 8月13日          | #83    | 中古住宅は秘密がいっぱい?          | 内場勝則   | 11月24日      | |        |
| 8月20日          | #84    | 子の心、親知らず?                  | 辻本茂雄   | 12月1日       | |        |
| 8月27日          | #85    | 同棲っちゅうねん!                  | 内場勝則   | 12月8日       | |        |
| 9月3日           | #86    | バタ子の柔道一直線?                | 川畑泰史   | 12月15日      | |        |
| 9月10日          | #87    | 下宿生ブルース冬物語               | 小籔千豊   | 12月22日      | |        |
| 9月17日          | #88    | 幸福(しあわせ)を運ぶサンタクロース | 辻本茂雄   | 12月29日      | 本編では30分の拡大版として放送されたが、この放送では後半部分をカットして放送。 |        |
| 9月24日          | #89    | パン英雄恋の救出作戦               | 内場勝則   | 2008年1月5日  | |        |

### よしもと新喜劇（2014 - ）
| 2025年           | 2025年 | 2025年                           | 2025年     | 2025年        | 2025年                                                                                                | 2025年 |
| BSよしもと放送日 | 話数   | タイトル                         | 座長       | 初回放送日    | 備考                                                                                                  |        |
| ---------------- | ------ | -------------------------------- | ---------- | ------------- | --- | ------ |
| 7月1日           | #1     | すち子の座長になりましてん!!     | すっちー   | 2014年6月28日 | |        |
| 7月8日           | #2     | 茂造、一日警察署長で大暴れ!      | 辻本茂雄   | 2014年7月5日  | |        |
| 7月15日          | #3     | 女装、変装、大迷走               | 川畑泰史   | 2014年7月12日 | |        |
| 7月22日          | #4     | すち子の、ホステスは占いのあとで | すっちー   | 2014年7月19日 | |        |
| 7月29日          | #5     | ニュー・シネマ・サスペンス!?     | 内場勝則   | 2014年7月26日 | |        |
| 8月5日           | #6     | 男の引き際教えます               | 小籔千豊   | 2014年8月2日  | |        |
| 8月12日          | #7     | 新居は幽霊屋敷!?                 | 川畑泰史   | 2014年8月9日  | アキがNGKに復帰後、本公演初登場。                                                                     |        |
| 8月19日          | #8     | すち子のイケない花月団地妻       | すっちー   | 2014年8月16日 | |        |
| 8月26日          | #9     | 天使がくれた一日!?               | 未知やすえ | 2014年8月23日 | |        |
| 9月2日           | #10    | 川畑ドタバタ七変化!?             | 川畑泰史   | 2014年8月30日 | |        |
| 9月9日           | #11    | 茂造、夏の終わりの大決心!        | 辻本茂雄   | 2014年9月6日  | |        |
| 9月16日          | #12    | すち子のラブラブキャンプ         | すっちー   | 2014年9月13日 | 後に発売されたDVD『吉本新喜劇 アメちゃんあげるわよ！編 』にて、すっちー自らがこの公演をセレクトした。 |        |
| 9月23日          | #13    | 待った甲斐は、あったかい!?       | 川畑泰史   | 2014年9月20日 | |        |

## シリーズ終了

### 花王名人劇場
| 2022年           | 2022年 | 2022年                                                          | 2022年       | 2022年               |
| BSよしもと放送日 | 話数   | タイトル                                                        | 初回放送話数 | オリジナル版の放送日 |
| ---------------- | ------ | --------------------------------------------------------------- | ------------ | -------------------- |
| 3月26日          | #1     | おめでとう！芸術祭賞受賞やすし・きよしの漫才独演会              | #62          | 1980年12月14日       |
| 3月26日          | #2     | 桂三枝たったひとり会                                            | #202         | 1983年8月28日        |
| 4月2日           |        | 特番の為休止                                                    |              |                      |
| 4月9日           | #3     | 桂三枝たったひとり会                                            | #113         | 1981年12月13日       |
| 4月9日           | #4     | コンビ結成20年！やすし・きよしたっぷり                          | #305         | 1985年9月8日         |
| 4月16日          | #5     | 聞かせます！笑わせます！三枝たったひとり会                      | #158         | 1982年10月24日       |
| 4月16日          | #6     | 真夏の夜スペシャル桂三枝たったひとり会                          | #251         | 1984年8月19日        |
| 4月23日          | #7     | おめでとう！やすし・きよしで初笑い                              | #271         | 1985年1月6日         |
| 4月23日          | #8     | スペシャル300回記念・桂三枝たったひとり会５                     | #299         | 1985年7月28日        |
| 4月30日          | #9     | 桂三枝たったひとり会                                            | #347         | 1986年7月6日         |
| 4月30日          | #10    | スペシャル爆笑・漫才ビッグ3                                     | #494         | 1989年5月7日         |
| 5月7日           | #11    | 爆笑四天王                                                      | #411         | 1987年9月27日        |
| 5月7日           | #12    | 爆笑四天王                                                      | #505         | 1989年7月30日        |
| 5月14日          | #13    | やすし・きよし．セントルイス激突！漫才新幹線                    | #16          | 1980年1月20日        |
| 5月14日          | #14    | 残暑お見舞い！上方落語傑作選                                    | #47          | 1980年8月31日        |
| 5月21日          | #15    | リクエスト落語                                                  | #24          | 1980年3月16日        |
| 5月21日          | #16    | セントルイスの激突！漫才新幹線                                  | #27          | 1980年4月13日        |
| 5月28日          | #17    | やすし・きよしに挑戦 若手漫才ダービー                           | #51          | 1980年9月28日        |
| 5月28日          | #18    | 大当り！落語漫才'80                                             | #55          | 1980年10月26日       |
| 6月4日           | #19    | おもしろ落語個性派3人衆                                         | #56          | 1980年11月2日        |
| 6月4日           | #20    | 三枝・セントルイスの爆笑二人会                                  | #61          | 1980年12月7日        |
| 6月11日          | #21    | 円楽・やすきよ二人会                                            | #65          | 1981年1月4日         |
| 6月11日          | #22    | 大当り！落語漫才81                                              | #68          | 1981年1月25日        |
| 6月18日          | #23    | やすきよが思わず笑った漫才ヤングパワー                          | #72          | 1981年2月22日        |
| 6月18日          | #24    | 大当り！落語・漫才'81                                           | #83          | 1981年5月10日        |
| 6月25日          | #25    | 今夜が幕開け！落語トーク＆トーク                                | #91          | 1981年7月5日         |
| 6月25日          | #26    | 爆笑三冠王                                                      | #104         | 1981年10月4日        |
| 7月2日           | #27    | やすし・きよしの漫才独演会                                      | #57          | 1981年8月9日         |
| 7月2日           | #28    | 独占！ザ・ぼんちIN武道館                                        | #96          | 1982年11月9日        |
| 7月9日           | #29    | おめでとう！やすきよで初笑い                                    | #116         | 1982年1月3日         |
| 7月9日           | #30    | 浪花節大好き                                                    | #121         | 1982年2月7日         |
| 7月16日          | #31    | 新作！！おもしろ落語三人衆                                      | #135         | 1982年5月16日        |
| 7月16日          | #32    | いくよ・くるよ爆笑リサイタル                                    | #136         | 1982年5月23日        |
| 7月23日          | #33    | 爆笑！大まじめ!?山城新伍独宴会                                  | #140         | 1982年6月20日        |
| 7月23日          | #34    | 激突！漫才新幹線・博多から東京まで                              | #141         | 1982年6月27日        |
| 7月30日          | #35    | 大当り！若手落語NOW                                             | #142         | 1982年7月4日         |
| 7月30日          | #36    | おかしなおかしな漫才同窓会・苦節10年がんばるぞ                  | #146         | 1982年8月1日         |
| 8月6日           | #37    | 激突！漫才新幹線・京都どすえ                                    | #150         | 1982年8月29日        |
| 8月6日           | #38    | さよなら中田ダイマルさん                                        | #152         | 1982年9月12日        |
| 8月13日          | #39    | 満員御礼！！爆笑大相撲                                          | #154         | 1982年9月26日        |
| 8月13日          | #40    | やすし・きよしと爆笑四天王                                      | #155         | 1982年10月3日        |
| 8月20日          | #41    | 摩訶不思議!?爆笑世界おもしろマジック                            | #159         | 1982年10月31日       |
| 8月20日          | #42    | 爆笑！漫才チャンピオン                                          | #163         | 1982年11月28日       |
| 8月27日          | #43    | 初笑い宝船                                                      | #168         | 1983年1月1日         |
| 8月27日          | #44    | 初笑い宝船（拡大スペシャルを2話に分割して放送）                 | #168         | 1983年1月1日         |
| 9月3日           | #45    | おめでとう！芸術祭賞受賞春風亭柳昇の元祖!?おもしろ落語          | #166         | 1982年12月19日       |
| 9月3日           | #46    | やすしきよしの漫才独演会・ピン子が出てきてサァ大変              | #169         | 1983年1月9日         |
| 9月10日          | #47    | 爆笑！！ギャグ時代                                              | #172         | 1983年1月30日        |
| 9月10日          | #48    | やすし・きよしに挑戦！                                          | #178         | 1983年3月13日        |
| 9月17日          | #49    | おもしろ落語グラフィティー                                      | #184         | 1983年4月24日        |
| 9月17日          | #50    | 爆笑！しゃべくり本格派                                          | #186         | 1983年5月8日         |
| 9月24日          | #51    | 特選！！リレー落語三人衆                                        | #187         | 1983年5月15日        |
| 9月24日          | #52    | おまちかね円楽たっぷり 横山やすしと激突！爆笑おやじ論           | #189         | 1983年5月29日        |
| 10月1日          | #53    | 爆笑！最新おもしろ派                                            | #191         | 1983年6月12日        |
| 10月1日          | #54    | 爆笑！！世界おもしろマジックPART3                               | #194         | 1983年7月3日         |
| 10月8日          | #55    | 爆笑プロ野球ガンバレ！                                          | #200         | 1983年8月14日        |
| 10月8日          | #56    | おもしろ落語三人衆                                              | #206         | 1983年9月25日        |
| 10月15日         | #57    | 爆笑王！！やすし・きよしと三枝                                  | #210         | 1983年10月23日       |
| 10月15日         | #58    | 漫才スペシャル爆笑！！マンザイ昭和史                            | #216         | 1983年12月4日        |
| 10月22日         | #59    | オールスターズ勢ぞろい！！                                      | #231         | 1984年4月1日         |
| 10月22日         | #60    | オールスターズ勢ぞろい！！（拡大スペシャルを2話に分割して放送） | #231         | 1984年4月1日         |
| 10月29日         | #61    | 爆笑！やすしきよしたっぷり                                      | #261         | 1984年10月28日       |
| 10月29日         | #62    | 激突！男と女の爆笑マンザイ                                      | #226         | 1984年2月26日        |
| 11月5日          | #63    | おもしろ落語三人衆                                              | #228         | 1984年3月4日         |
| 11月5日          | #64    | 桂三枝のゴルフ夜明け前                                          | #230         | 1984年3月18日        |
| 11月12日         | #65    | おもしろ落語三人衆                                              | #240         | 1984年5月27日        |
| 11月12日         | #66    | いとしこいしと爆笑！！しゃべくり最前線                          | #241         | 1984年6月3日         |
| 11月19日         | #67    | 緊急特報！！プロ野球NEWS                                        | #245         | 1984年7月1日         |
| 11月19日         | #68    | さだまさしとゆかいな仲間2                                       | #253         | 1984年8月26日        |
| 11月26日         | #69    | 談志と爆笑おもしろ派                                            | #255         | 1984年9月9日         |
| 11月26日         | #70    | 爆笑！やすしきよしたっぷり                                      | #262         | 1984年10月28日       |
| 12月3日          | #71    | 笑撃！！文珍落語カタログ                                        | #264         | 1984年11月11日       |
| 12月3日          | #72    | 爆笑マンザイvs爆笑コント！                                      | #265         | 1984年11月18日       |
| 12月10日         | #73    | 天下わけめの大爆笑！！新作で対決！！                            | #275         | 1985年1月27日        |
| 12月10日         | #74    | 爆笑！！MANZAIデッドヒート                                      | #279         | 1985年2月24日        |
| 12月17日         | #75    | 決戦！！爆笑！ギャグコント                                      | #281         | 1985年3月10日        |
| 12月17日         | #76    | 笑撃！！文珍落語カタログ2                                       | #282         | 1985年3月17日        |
| 12月24日         | #77    | 爆笑！！大喜利源平800年珍歴史への笑待                           | #289         | 1985年5月5日         |
| 12月24日         | #78    | 西川きよしのこれが特選目玉芸                                    | #293         | 1985年6月9日         |
| 12月31日         |        | 特番の為 休止                                                   |              |                      |

| 2023年           | 2023年 | 2023年                                                                | 2023年         | 2023年           |
| BSよしもと放送日 | 話数   | タイトル                                                              | 初回放送話数   | オリジナル放送日 |
| ---------------- | ------ | --------------------------------------------------------------------- | -------------- | ---------------- |
| 1月7日           | #79    | さだまさしとゆかいな仲間3                                             | #299           | 1985年7月21日    |
| 1月7日           | #80    | 日本列島大笑い！！爆笑！！四天王                                      | #310           | 1985年10月6日    |
| 1月14日          | #81    | 日本列島大笑い！！爆笑王！三枝と枝雀                                  | #311           | 1985年10月13日   |
| 1月14日          | #82    | 日本列島大笑い！！やすし・きよしと爆笑症候群                          | #312           | 1985年10月20日   |
| 1月21日          | #83    | さだまさしとゆかいな仲間                                              | #315           | 1985年11月17日   |
| 1月21日          | #84    | 対決シリーズ第5弾！女がなんだ！男がなによ！                           | #316           | 1985年11月17日   |
| 1月28日          | #85    | 86年版おもしろカタログスペシャル                                      | #321           | 1986年1月12日    |
| 1月28日          | #86    | おもしろ文珍CLUB                                                      | #329           | 1986年2月23日    |
| 2月4日           | #87    | 決定版・ベスト漫才                                                    | #340           | 1986年5月11日    |
| 2月4日           | #88    | 待ってました・春風亭小朝独演会                                        | #341           | 1986年5月18日    |
| 2月11日          | #89    | おもしろいのが最高今絶好調コンビがバカうけだぞーッ                    | #344           | 1986年6月8日     |
| 2月11日          | #90    | 不思議びっくり爆笑マジックバラエティー                                | #346           | 1986年6月22日    |
| 2月18日          | #91    | おもしろ文珍CLUB2                                                     | #349           | 1986年7月13日    |
| 2月18日          | #92    | 爆笑マンザイ十八番                                                    | #352           | 1986年8月3日     |
| 2月25日          | #93    | さだまさし ひとりではじめて10年目                                     | #363           | 1986年10月19日   |
| 2月25日          | #94    | おもしろ漫才夫婦春秋                                                  | #368           | 1986年11月23日   |
| 3月4日           | #95    | われら国会トリオです                                                  | #373           | 1986年12月28日   |
| 3月4日           | #96    | さだまさしとゆかいな仲間8                                             | #375           | 1987年1月11日    |
| 3月11日          | #97    | 桜満開 吉幾三爆笑ライブ 北の国から笑いの宅配便                        | #388           | 1987年4月12日    |
| 3月11日          | #98    | これがものまね腹話術                                                  | #392           | 1987年5月10日    |
| 3月18日          | #99    | パリ特別公演・花のパリでおんなの大競艶                                | #396           | 1987年6月7日     |
| 3月18日          | #100   | 過激 爆笑 大放談テレビの中の懲りない面々                              | #402           | 1987年7月19日    |
| 3月25日          | #101   | ナポレオンズのコミック・マジック皇帝宣言                              | #403           | 1987年7月26日    |
| 3月25日          | #102   | 爆笑マンザイ交友録                                                    | #406           | 1987年8月16日    |
| 4月1日           | #103   | 爆笑マンザイ交遊録 大きいことはいいことだ                             | #421           | 1987年11月29日   |
| 4月1日           | #104   | また言いすぎてしまった テレビの中のこりない面々2                      | #424           | 1987年12月20日   |
| 4月8日           | #105   | 今夜笑いで結ばれる 日本列島一直線                                     | #438           | 1988年3月27日    |
| 4月8日           | #106   | 過激 爆笑 大放談 言い出したら止まらない                               | #442           | 1988年4月22日    |
| 4月15日          | #107   | 北の国からゆかいな仲間 小林幸子歌手生活25年                           | #445           | 1988年5月15日    |
| 4月15日          | #108   | 今いくよ.くるよ大賞受賞おめでとう                                     | #446           | 1988年5月22日    |
| 4月22日          | #109   | 爆笑王 三枝と枝雀                                                     | #451           | 1988年6月26日    |
| 4月22日          | #110   | まるごと桂子 好江                                                     | #456           | 1988年7月31日    |
| 4月29日          | #111   | 北の国からゆかいな仲間                                                | #462           | 1988年9月11日    |
| 4月29日          | #112   | これがほんとの名人芸                                                  | #465           | 1988年10月2日    |
| 5月6日           | #113   | 決定版！まんざいオールスターズ                                        | #473           | 1988年11月27日   |
| 5月6日           | #114   | 絶好調！おもしろ一番！！三枝と小朝                                    | #474           | 1988年12月4日    |
| 5月13日          | #115   | 大助・花子爆笑コンビ復活！                                            | #482           | 1989年2月5日     |
| 5月13日          | #116   | 桂文珍 おもしろ宣言！！                                               | #483           | 1989年2月12日    |
| 5月20日          | #117   | 爆笑！まんざい特別委員会                                              | #517           | 1989年10月15日   |
| 5月20日          | #118   | 世界のマジック超能力かマジックか？！                                  | #518           | 1989年10月22日   |
| 5月27日          | #119   | 激突！！漫才新幹線                                                    | #520           | 1989年11月5日    |
| 5月27日          | #120   | われら国会トリオです パート2                                          | #535           | 1990年2月25日    |
| 6月3日           | #121   | 東西ニ元生中継 初笑いオールスター                                     | #528           | 1990年1月1日     |
| 6月3日           | #122   | 東西ニ元生中継 初笑いオールスター 拡大スペシャルを2話に分割して放送） | #528           | 1990年1月1日     |
| 6月10日          | #123   | おめでとう！オール阪神巨人 コンビ結成15周年                           | #536           | 1990年3月4日     |
| 6月10日          | #124   | 十一年も花王名人劇場ありがとう                                        | #539（最終回） | 1990年3月25日    |
| 6月17日          | #125   | 小朝の寄席ごあんない                                                  | #89            | 1981年6月21日    |
| 6月17日          | #126   | 爆笑！プロ野球オールスターゲーム                                      | #94            | 1981年7月26日    |
| 6月24日          | #127   | 山城新伍独宴会2                                                       | #174           | 1983年2月13日    |
| 6月24日          | #128   | 名人芸スペシャル年輪芸744歳です                                       | #176           | 1983年2月27日    |
| 7月1日           | #129   | これからも笑ってもらます唄子・啓助 涙の復活宣言！                     | #208           | 1983年10月9日    |
| 7月1日           | #130   | マンザイ大好き！！おもしろ族快進撃！                                  | #244           | 1984年6月24日    |
| 7月8日           | #131   | 爆笑！そっくりものまね大集合                                          | #248           | 1984年7月22日    |
| 7月8日           | #132   | 世界不思議人間大集合                                                  | #249           | 1984年7月29日    |
| 7月15日          | #133   | 爆笑！！そっくりものまね大集合 PART2                                  | #258           | 1984年9月30日    |
| 7月15日          | #134   | お待ちかね！一芸名人集 PART6                                          | #263           | 1984年11月6日    |
| 7月22日          | #135   | おまたせ第3弾 そっくりものまね似顔芸                                  | #270           | 1984年12月23日   |
| 7月22日          | #136   | 爆笑！そっくりものまねロードショー                                    | #287           | 1985年4月21日    |
| 7月29日          | #137   | お待ちかね！一芸名人集 PART7                                          | #292           | 1985年5月26日    |
| 7月29日          | #138   | おかしな不思議なコミックマジック同窓会                                | #298           | 1985年7月14日    |
| 8月5日           | #139   | おめでとう！やすしきよしで初笑い                                      | #322           | 1986年1月5日     |
| 8月5日           | #140   | お待ちかね！特選一芸名人集                                            | #324           | 1986年1月19日    |
| 8月12日          | #141   | お待ちかね！一芸名人集PART9                                           | #343           | 1986年6月1日     |
| 8月12日          | #142   | 横山やすしの漫才教室2                                                 | #389           | 1987年4月19日    |
| 8月12日          | #143   | 世界一芸名人芸                                                        | #397           | 1987年6月14日    |
| 8月19日          | #144   | 元祖パフォーマンス対決                                                | #408           | 1987年8月30日    |
| 8月26日          | #145   | 春日三球さん うれしい新コンビ結成！                                   | #409           | 1987年9月6日     |
| 8月26日          | #146   | さよなら桂朝丸送別会                                                  | #435           | 1988年3月6日     |
| 9月2日           | #147   | 世界一芸名人集スペシャル                                              | #447           | 1988年5月29日    |
| 9月2日           | #148   | 雁之助の爆笑！大忠臣蔵                                                | #508           | 1989年8月13日    |
| 9月9日           | #149   | 一芸名人集珍芸 奇芸 名人芸                                            | #515           | 1989年10月1日    |
| 9月9日           | #150   | 世界一芸名人集珍芸奇芸名人芸                                          | #532           | 1990年1月28日    |
| 9月16日          | #151   | お待ちかね！一芸名人集PART5                                           | #237           | 1984年5月6日     |
| 9月16日          | #152   | 仲間がよればおもしろライブ                                            | #400           | 1987年5月5日     |
| 9月23日          | #153   | さよなら円鏡 今日から円蔵                                             | #156           | 1982年10月10日   |
| 9月23日          | 最終回 | 満員御礼！爆笑大相撲                                                  | #204           | 1983年9月11日    |
|                  |        | 以降、#1に戻りリピート放送。                                          |                |                  |

### お笑い花月劇場
| 2022年           | 2022年 | 2022年                       | 2022年       | 2022年               | 2022年                                                                               |
| BSよしもと放送日 | 話数   | タイトル                     | 座長         | 上演記録             | 備考                                                                                 |
| ---------------- | ------ | ---------------------------- | ------------ | -------------------- | ------------------------------------------------------------------------------------ |
| 3月26日          | #1     | 春はバカの季節               | 木村進       | 84年4月上席          | この時期から3チーム制が徐々に崩壊し始める。                                          |
| 4月2日           |        | 特番の為休止                 |              |                      |                                                                                      |
| 4月9日           | #2     | 世紀の珍発明                 | 間寛平       | 84年3月中席          |                                                                                      |
| 4月16日          | #3     | こんな男のラブストーリー     | 木村進       | 84年2月上席          | 現存する最古の映像。                                                                 |
| 4月23日          | #4     | お山のドキュメント           | 間寛平       | 84年2月中席          |                                                                                      |
| 4月30日          | #5     | 恋のデベロッパー             | 室谷信雄     | 84年2月下席          |                                                                                      |
| 5月7日           | #6     | 明日になれば                 | 木村進       | 84年3月上席          |                                                                                      |
| 5月14日          | #7     | ロスより愛をこめて           | 室谷信雄     | 84年3月下席          |                                                                                      |
| 5月21日          | #8     | 狐と狸                       | 室谷信雄     | 84年3月下席 特プロ   | 特プロとは特別プログラムの略で月の上演本数3本に対して月の放送週が4本の為上演された。 |
| 5月28日          | #9     | 子供は夫婦の宝物             | 木村進       | 84年4月中席          |                                                                                      |
| 6月4日           | #10    | あんな奴こんな奴ドンな奴     | 室谷信雄     | 84年4月下席          | 中山三吉生前最後の出演。                                                             |
| 6月11日          | #11    | 親としての関係               | 木村進       | 84年5月上席          |                                                                                      |
| 6月18日          | #12    | 大人の童話                   | 木村進       | 84年5月中席          |                                                                                      |
| 6月25日          | #13    | わいはアホやそれがどうした   | 室谷信雄     | 84年5月下席          |                                                                                      |
| 7月2日           | #14    | 大阪の恥男                   | 木村進       | 84年6月上席          |                                                                                      |
| 7月9日           | #15    | なんでもかんでも             | 船場太郎     | 84年6月中席          |                                                                                      |
| 7月16日          | #16    | 結婚往来                     | 船場太郎     | 84年6月中席 特プロ   | この公演より今岡まき子が入団。また、特プロのみ間寛平が出演。                         |
| 7月23日          | #17    | 虎のしっぽを踏んだ巨人       | 室谷信雄     | 84年6月下席          |                                                                                      |
| 7月30日          | #18    | チューハイ夫婦               | 木村進       | 84年7月上席          |                                                                                      |
| 8月6日           | #19    | 流行る芝居は外題から         | 木村進       | 84年7月中席          | この時期から OPが『Somebody Stole My Gal』から別のテーマに変わる。                   |
| 8月13日          | #20    | 青い目のギャルとおばあちゃん | 木村進       | 84年7月中席 特プロ   |                                                                                      |
| 8月20日          |        | 特番の為放送休止             |              |                      |                                                                                      |
| 8月27日          | #21    | とことんとんま               | 室谷信雄     | 84年7月下席          |                                                                                      |
| 9月3日           | #22    | 幽霊家族                     | 間寛平       | 84年8月上席 特プロ   |                                                                                      |
| 9月10日          | #23    | メチャンコ人生               | 間寛平       | 84年8月上席          |                                                                                      |
| 9月17日          | #24    | フツーの男                   | 木村進       | 84年8月中席          |                                                                                      |
| 9月24日          | #25    | 逆転サヨナラ大エラー         | 木村進       | 84年8月下席          |                                                                                      |
| 10月1日          | #26    | 工事現場は大賑わい!?         | 木村進       | 84年8月下席 特プロ   |                                                                                      |
| 10月8日          | #27    | 男の証明                     | 花紀京       | 84年9月上席          |                                                                                      |
| 10月15日         | #28    | 鰈と鮃                       | 木村進       | 84年9月中席          |                                                                                      |
| 10月22日         | #29    | 私の彼は二刀流               | 木村進       | 84年9月中席 特プロ   |                                                                                      |
| 10月29日         | #30    | 飽きが来た                   | 木村進       | 84年9月下席          |                                                                                      |
| 11月5日          | #31    | 男の思秋期                   | 木村進       | 84年10月上席         |                                                                                      |
| 11月12日         | #32    | 最後に笑う奴                 | 間寛平       | 84年10月中席         |                                                                                      |
| 11月19日         | #33    | おんぶにだっこ               | 花紀京       | 84年10月下席         |                                                                                      |
| 11月26日         | #34    | 心労新夫                     | 木村.間.室谷 | 84年10月31日特別公演 |                                                                                      |
| 12月3日          | #35    | 愛を売る男                   | 岡八郎       | 84年11月中席         |                                                                                      |
| 12月10日         | #36    | 逆噴射野郎                   | 木村.間.室谷 | 84年11月上席         | 82年1月の新体制以来初の3座長公演。（特別公演を除く）                                 |
| 12月17日         | #37    | 毒いり女房                   | 木村進       | 84年11月下席         | ゲストに宮川大助.花子が登場。                                                        |
| 12月24日         | #38    | 浪花の三人衆                 | 木村.間.室谷 | 84年11月上席 特プロ  | 室谷信雄 最後の出演。                                                                |
| 12月31日         |        | 特番の為 休止                |              |                      |                                                                                      |

| 2023年           | 2023年 | 2023年                     | 2023年           | 2023年              | 2023年 |
| BSよしもと放送日 | 話数   | タイトル                   | 座長             | 上演記録            | 備考 |
| ---------------- | ------ | -------------------------- | ---------------- | ------------------- | --- |
| 1月7日           | #39    | 男にはワケがある           | 岡八郎           | 84年12月上席        | 本来は室谷信雄座長公演回であったが休演の為、岡八郎が代理座長を務めた。 |
| 1月14日          | #40    | 不肖の息子                 | 間寛平           | 84年12月中席        | |
| 1月21日          | #41    | ふんだりけったり           | 木村進           | 84年12月下席        | |
| 1月28日          | #42    | 天国に近い人々             | 木村進           | 85年1月中席         | 1月上席はTV未放送。 |
| 2月4日           | #43    | こわ〜い顔したやさしい男達 | 船場太郎         | 85年1月下席         | 約半年ぶりの船場太郎座長公演。 この時期から梶原一弘が大袈裟なコケを始める。 |
| 2月11日          | #44    | 波止場のキッド             | オール阪神・巨人 | 85年1月31日特別公演 | ゲストにオール阪神巨人.こだまひびき.ハイヒールが登場。 |
| 2月18日          | #45    | 天駆ける男達               | 花紀京           | 85年2月上席         | |
| 2月25日          | #46    | はーるよ恋                 | 間寛平           | 85年2月中席         | |
| 3月4日           | #47    | 先生！！ごぶさた候         | 船場太郎         | 85年2月下席         | |
| 3月11日          | #48    | とびだせ刑事               | 木村進           | 85年3月上席         | |
| 3月18日          | #49    | 目には新芽 脳みそに花      | 岡八郎           | 85年3月中席         | |
| 3月25日          | #50    | 家族                       | 木村進           | 85年4月上席         | 3月下席はTV中継なし。 |
| 4月1日           | #51    | 娘の縁談                   | 木村進           | 85年4月上席 特プロ  | |
| 4月8日           | #52    | チャンバラ人生             | 木村進           | 85年4月中席         | ゲストにチャンバラトリオが登場。竹田京子がこの公演を最後に退団。 |
| 4月15日          | #53    | あにき                     | 木村進           | 85年5月上席         | |
| 4月21日          | #54    | 俺ァ大阪さ行くだ           | 間寛平           | 85年5月中席         | 岡けん太.ゆう太も出演。 |
| 4月29日          | #55    | 弟                         | 岡八郎           | 85年5月下席         | 畑憲一はこの月を最後に退団。 |
| 5月6日           | #56    | 恋は乱々                   | 岡八郎           | 85年5月下席 特プロ  | |
| 5月13日          | #57    | イッキの哲学               | 間寛平           | 85年6月上席         | BSよしもと放送時の番組表では「イシキの哲学」と表記されていた |
| 5月20日          | #58    | ドクターストップ           | 木村進           | 85年6月中席         | |
| 5月27日          | #59    | 妹の縁談                   | 岡八郎           | 85年6月下席         | |
| 6月3日           | #60    | おかしな獲物たち           | 間寛平           | 85年7月上席         | |
| 6月10日          | #61    | 論より喧嘩                 | 間寛平           | 85年7月上席 特プロ  | |
| 6月17日          | #62    | 大阪お祭り戦争             | 花紀京           | 85年7月中席         | |
| 6月24日          | #63    | 母鳩慕情                   | 木村進           | 85年7月下席         | この公演より小島ゆかりが入団。 |
| 7月1日           | #64    | 悪党の夏休み               | 木村進           | 85年8月上席         | |
| 7月8日           | #65    | 馬鹿んす                   | 木村進           | 85年8月上席 特プロ  | |
| 7月15日          | #66    | 対決！二人座長             | 木村進           | 85年8月中席         | |
| 7月22日          | #67    | 愛たくて                   | 木村進           | 85年8月下席         | この回を最後にお笑い花月劇場の放送は一旦休止となり翌年4月より再開となった この公演より内場勝則が入団。 |
| 7月29日          | #68    | おっちゃんの事情           | 間寛平           | 86年3月下席         | この時期より旧体制最後の研究生が入団。 |
| 8月5日           | #69    | ワンサイドラブ             | 木村進           | 86年4月上席         | この頃より副座長格以下の座員で3チーム制が暫定的に復活。86年10月末の京都花月での新喜劇上演取り止めまでこの体制が続く。 主演は座長・専科陣に副座長格の池乃めだかを加えた座員の中からチームに関わらず作品ごとに決定。 |
| 8月12日          | #70    | 親父の純愛                 | 間寛平           | 86年4月中席         | |
| 8月19日          | #71    | なぜかもう夏               | 岡八郎           | 86年4月下席         | |
| 8月26日          | #72    | Eおとこ                    | 間寛平           | 86年5月上席         | |
| 9月2日           | #73    | 単身不便                   | 木村進           | 86年5月中席         | |
| 9月9日           | #74    | 季節はずれの訪問者         | 池乃めだか       | 86年5月下席         | |
| 9月16日          | #75    | 夢は一輪車に乗って         | 池乃めだか       | 86年6月8日 特別興行 | ゲストにオール阪神巨人が登場。本放送時のOPとED、冒頭の池乃めだかのコメントがカットされずに放送 |
| 9月23日          | #76    | 温泉の旅                   | 木村進           | 86年6月中席         | |
| 9月30日          | #77    | 惚れたら黙ってついて恋     | 池乃めだか       | 86年6月上席         | |
| 10月7日          | #78    | おいらくの恋曜日           | 木村進           | 86年6月下席         | |
| 10月14日         | #79    | 刑事夫婦物語               | 間寛平           | 86年7月上席         | |
| 10月21日         | #80    | 夫婦過労注意報             | 木村進           | 86年7月中席         | |
| 10月28日         | #81    | 小さな巨人                 | 池乃めだか       | 86年7月下席         | |
| 11月4日          | #82    | 旧人類の恋                 | 木村進           | 86年7月31日特別興行 | |
| 11月11日         | #83    | 横恋慕                     | 間寛平           | 86年8月上席         | |
| 11月18日         | #84    | 18年目のめぐり愛           | 池乃めだか       | 86年8月下席         | 中席はTV未放送。 |
| 11月25日         | #85    | 親父と娘                   | 花紀京           | 86年9月上席         | |
| 12月2日          | 最終回 | こんな親父に誰がした       | 木村進           | 86年9月中席         | お笑い花月劇場の実質的な最終回。 |

### よしもと新喜劇（1989 - ）
| 2022年           | 2022年 | 2022年                       | 2022年        | 2022年              | 2022年 |
| BSよしもと放送日 | 話数   | タイトル                     | 出演          | 上演記録            | 備考 |
| ---------------- | ------ | ---------------------------- | ------------- | ------------------- | --- |
| 3月27日          | #1     | 隣の女                       | 今田耕司 他   | 90年3月中席         | この公演より浜裕二からチャーリー浜に改名した。 |
| 4月3日           |        | 特番の為、休止               |               |                     | |
| 4月10日          | #2     | ドラキュラ病院へ行く         | 今田耕司 他   | 90年4月上席         | やめよッカナ？キャンペーンが終了し、テレビ中継がうめだ花月からNGKに移行した初回。 また、この回からOPが蛭子能収のイラストからみうらじゅんのイラストに変更になった。また、セットの書き割りが手書き風のイラストに移行した。 この公演より中西喜美恵が入団。                                                                     |
| 4月17日          | #3     | 教師ピンピン物語             | 桑原和男 他   | 89年10月上席①       | 設定は学校の職員室。 あらすじ 高校教師（濱根隆）が女子生徒（秋成輝美）を妊娠させてしまう話。 |
| 4月24日          | #4     | 同窓生                       | 桑原和男 他   | 89年10月上席②       | やめよッカナ？キャンペーン初日の公演。設定は割烹料理屋。 あらすじ 離婚した夫婦（船場太郎、園みち子）と子供（内場勝則）の夫婦物語、学校の移転問題話。 |
| 5月1日           | #5     | 明日への旅立ち               | 桑原和男 他   | 89年10月上席③       | この回をもって、杉本美樹.岡貴敏が退団。 設定は食堂。あらすじ 美容室の娘（野村多嘉子）と市議会議員の甥（島木譲二）の恋物語、商店街の立ち退き話。 |
| 5月8日           | #6     | 金は天下の回りもん           | 桑原和男 他   | 89年10月上席④       | この回をもって島田一の介が退団。 設定は神社の境内 あらすじ お人好しの男（井上竜夫）が次々と様々な人にお金を貸してしまう話。を貸して |
| 5月15日          | #7     | 丁稚グラフティ               | 原哲男 他     | 89年10月上席⑤       | 設定は菓子問屋。あらすじ 菓子問屋の修行話。 |
| 5月22日          | #8     | 幸運な人々                   | 今田耕司 他   | 89年10月下席        | 設定は病院。あらすじ 刑事（今田耕司）の流れ弾がひろみ（島田珠代）に当たってしまい入院してしまう話。 |
| 5月29日          | #9     | いのってなんぼ               | 船場太郎 他   | 89年10月下席 特プロ | この公演を最後に中川一美が退団。 高石太が87年3月退団以来、久々の新喜劇出演。 設定は宗教団体の本部。あらすじ 教祖であり元金庫破り（船場太郎）を追う刑事（原哲男）の話。 |
| 6月5日           | #10    | 明治の恋                     | 山田スミ子他  | 89年11月上席        | 山田スミ子主演による一か月公演。この公演を最後に由利謙が退団。また11月10日には金曜スペシャル枠で特別公演が生放送で放映された。セットは「明治の恋」の流用 また、原哲男が本公演からこの公演以降遠ざかる。翌年退団。 設定は明治時代のうどん屋。あらすじ うどん屋の娘（山田スミ子）と詐欺師（山根伸介）の恋物語。               |
| 6月12日          | #11    | 厄年の厄病神                 | 山田スミ子 他 | 89年11月中席        | この公演を最後にやなぎ浩二が退団。96年に復帰する。 設定は美容室。あらすじ 美容室のママ（山田スミ子）の家族らは（山根伸介、泉ひろし、寺田優）は全く働かない。原因は厄病神であった。 |
| 6月19日          | #12    | 妻・嫁・姑                   | 山田スミ子 他 | 89年11月中席 特プロ | なお、NGKでは「よしもと新喜劇版 真田十勇士」が1か月にわたり上演されていたため、うめだ花月11月公演には池乃めだか、桑原和男、今田耕司らは出演していない。 設定は茶屋。あらすじ 茶屋を営む嫁（山田スミ子）とその姑（新屋英子）の嫁姑バトル。                                                                                   |
| 6月26日          | #13    | おばあちゃんは同居人         | 山田スミ子 他 | 89年11月下席        | 設定は洋館。あらすじ 山根伸介一家の購入した洋館に住む元の持ち主（山田スミ子）の話。 |
| 7月3日           | #14    | 風船座                       | 船場太郎 他   | 89年12月中席        | NGKでは12月公演で「ちゅうちゅう忠臣蔵」を上演していたため、うめだ花月には先月に引き続き池乃めだか、桑原和男、今田耕司らは出演していない。 なお、「ちゅうちゅう忠臣蔵」は朝日放送にて放送された。また、この公演を最後に中川明巳が退団。 設定は村。上演予定の芝居一座にとんずらされてしまい村の住人で芝居を作り上げていく話。 |
| 7月10日          | #15    | ヘビーメタルな関係           | 船場太郎 他   | 89年12月上席        | 12月公演は外部の作家による脚本のため、題材がヘビーメタルなど異質な作品がある。 設定は田舎の民家。船場太郎の父（岡ゆう太）の亡くなった妻はベビーメタルが好きであり、法事でベビーメタルを行おうとする話。 |
| 7月17日          | #16    | 受験は天国大霊界             | 船場太郎 他   | 89年12月下席 特プロ | 当初は89年12月下席「たまたまあぶない名探偵」を放送する予定であったが急遽差し替えられる。 また、この回をもって浅香秋恵.濱根隆が退団。 設定はマンションの一室。あらすじ 浜裕二一家の息子ら（吉田ヒロ、寺田優、小林好広）と家庭教師（船場太郎、濱根隆）の騒動記。                                                              |
| 7月24日          | #17    | 宝島の地図                   | 今田耕司 他   | 90年1月上席         | |
| 7月31日          | #18    | 男もシンデレラドリーム       | 今田耕司 他   | 90年1月上席 特プロ  | この公演を最後に今岡まき子が退団。 |
| 8月7日           | #19    | 仏像騒動                     | 今田耕司 他   | 90年1月中席         | 脚本家の大河内通弘の引退作。 |
| 8月14日          | #20    | 狙われた男                   | 今田耕司 他   | 90年1月中席 特プロ  | |
| 8月21日          | #21    | おめでたい人々               | 今田耕司 他   | 90年1月下席         | |
| 8月28日          | #22    | 結婚しない男                 | 今田耕司 他   | 90年2月上席         | |
| 9月3日           | #23    | 贈られる言葉                 | 今田耕司 他   | 90年2月中席         | 高石太はこの公演を最後に退団。高校の教師役。 |
| 9月10日          | #24    | 宝くじを当てる方法           | 今田耕司 他   | 90年2月中席 特プロ  | |
| 9月17日          | #25    | 逆転サヨナラ満塁打           | 今田耕司 他   | 90年3月上席         | |
| 9月25日          | #26    | ミナミの街の物語             | 桑原和男 他   | 90年3月下席         | うめだ花月での最終公演。 |
| 10月2日          | #27    | 幸せの赤いセーター           | 東野幸治 他   |                     | |
| 10月9日          | #28    | 赤ちゃんとどちんぴら         | 船場太郎 他   |                     | ゲストにチャンバラトリオが登場。 南喜代子はこの公演を最後に退団した。 |
| 10月16日         | #29    | 気分は敏腕刑事               | 東野幸治 他   |                     | |
| 10月23日         | #30    | 五月の幽霊                   | 今田耕司 他   |                     | |
| 10月30日         | #31    | 南の島のハチャメチャ大作戦   | 今田耕司 他   |                     | |
| 11月6日          | #32    | 楽しい不倫はスリリング       | 東野幸治 他   |                     | |
| 11月13日         | #33    | 愉快な誘拐犯                 | 今田耕司 他   |                     | |
| 11月20日         | #34    | 元気印オバタリアン           | 今田耕司 他   |                     | この公演を最後に船場太郎が退団。 |
| 11月27日         | #35    | 寛平爺さんそこまでやる？！   | 間寛平 他     |                     | 間寛平が89年6月下席以来約1年振りの出演。 |
| 12月4日          | #36    | 死後の世界は生き地獄？       | 今田耕司 他   |                     | |
| 12月12日         | #37    | かもめ波止場グルメウォーズ   | 板尾創路 他   |                     | 本来は船場太郎も出演予定であったものの急遽変更になった。 |
| 12月19日         | #38    | たまには明治もんもやりまっせ | 今田耕司 他   |                     | |
| 12月25日         | #39    | 池乃さんちは浪費天国         | 今田耕司 他   |                     | 池乃さんちシリーズ第一弾。 |

| 2023年           | 2023年 | 2023年                              | 2023年          | 2023年 | 2023年 |
| BSよしもと放送日 | 話数   | タイトル                            | 出演            | 備考 |        |
| ---------------- | ------ | ----------------------------------- | --------------- | --- | ------ |
| 1月1日           |        | 特番の為、休止                      |                 | |        |
| 1月8日           | #40    | さすらいのたこ焼きマン              | 桑原和男 他     | |        |
| 1月15日          | #41    | 今どきぼんぼん物語り                | 今田耕司 他     | |        |
| 1月22日          | #42    | 靖！しっかりしなさい！！            | 桑原和男 他     | |        |
| 1月29日          | #43    | 見合いの相手はmr.レディ             | 東野幸治 他     | |        |
| 2月5日           | #44    | はらひれホラーでガギグゲギャー      | 桑原和男 他     | |        |
| 2月12日          | #45    | 幸治！なんてことするの!?            | 東野幸治 他     | |        |
| 2月19日          | #46    | 大乱闘！嫁VS姑デスマッチ            | 桑原和男 他     | |        |
| 2月26日          | #47    | 死神に見捨てられた男                | 今田耕司 他     | 辻本茂雄のアゴネタが始まるキッカケとなった回。                                                             |        |
| 3月5日           | #48    | 天王寺 女の花道 どんなもんや三度笠  | 桑原和男 他     | この回よりOPに今田耕司、東野幸治ら新喜劇座員による話に因んだ場所から今回の見どころが紹介されるようになる。 |        |
| 3月12日          | #49    | 池乃さんちは大の世話好き、女好き    | 今田耕司 他     | 池乃さん家シリーズ第二弾。                                                                                 |        |
| 3月19日          | #50    | 千里ニュータウン ままごと家族       | 桑原和男 他     | |        |
| 3月26日          | #51    | 明石海峡恋景色                      | 今田耕司 他     | |        |
| 4月2日           | #52    | 京都アイドルいてこまし作戦          | 池乃めだか 他   | |        |
| 4月9日           | #53    | 法善寺 今ちゃんの花板物語           | 今田耕司 他     | |        |
| 4月16日          |        | 特番の為、休止                      |                 | |        |
| 4月23日          | #54    | 河内八尾 寛平爺さん何とかしてよ！   | 間寛平 他       | 間寛平 約3か月振りの出演。                                                                                 |        |
| 4月30日          | #55    | 帝塚山 お爺ちゃん遺産ちょうだい！！ | 今田耕司 他     | |        |
| 5月8日           | #56    | 太地・浜のマドンナ誰のもの!?        | 桑原和男 他     | |        |
| 5月14日          | #57    | 箕面情話 今ちゃん泣かせるやんか     | 今田耕司 他     | |        |
| 5月21日          | #58    | びわ湖の別荘で大騒ぎ                | 池乃めだか 他   | |        |
| 5月28日          | #59    | 有馬 社長を許してチョーダイ！！     | 東野幸治 他     | |        |
| 6月4日           | #60    | 曽根崎 赤ちゃん.父ちゃん            | 桑原和男 他     | |        |
| 6月11日          | #61    | ハチ北・スキーより女スキー          | 今田耕司 他     | この回よりナビゲーターが西川きよしになる。                                                                 |        |
| 6月18日          | #62    | 瀬戸内 大笑い離島物語               | 桑原和男 他     | この公演を最後に園みち子が退団。                                                                           |        |
| 6月25日          | #63    | 天下茶屋の王子様                    | 今田耕司 他     | |        |
| 7月2日           | #64    | 天保山・どんくさい奴やなぁ！        | 桑原和男 他     | この公演より森内紀世が入団。                                                                               |        |
| 7月9日           | #65    | 南森町・恋のモダン焼き              | 石田靖 他       | |        |
| 7月16日          | #66    | 住吉・いっちょかみ婆さん            | 桑原和男 他     | |        |
| 7月23日          | #67    | 今どきのおまわりさん                | 今田耕司 他     | この公演を最後に泉ひろしが退団。                                                                           |        |
| 7月30日          | #68    | パスポートはいずこへ                | 池乃めだか 他   | |        |
| 8月6日           | #69    | いつまで甘えてるねん！！            | 今田耕司 他     | |        |
| 8月13日          | #70    | ボクノママハ、イマイズコ            | 桑原和男 他     | |        |
| 8月20日          | #71    | ぶさいくじゃあーりませんか          | チャーリー浜 他 | |        |
| 8月27日          | #72    | 池乃さんちの地獄の特訓！！          | 池乃めだか 他   | 池乃さん家シリーズ第三弾。                                                                                 |        |
| 9月3日           | #73    | 結婚式がわややがな！！              | 板尾創路 他     | |        |
| 9月10日          | #74    | 晴れときどき部長になりたい          | 池乃めだか 他   | |        |
| 9月17日          | #75    | 盗まれた黄金の灰皿                  | 今田耕司 他     | |        |
| 9月24日          | #76    | 嵐を呼ぶ退職金！！                  | チャーリー浜 他 | |        |
| 10月1日          | #77    | 二代目は東大生                      | 板尾創路 他     | |        |
| 10月8日          | #78    | 池乃さんちの借金対策                | 池乃めだか 他   | 池乃さん家シリーズ第四弾。                                                                                 |        |
| 10月15日         | #79    | 兄ちゃんかんにんな！                | 東野幸治 他     | |        |
| 10月22日         | #80    | えぐーい新婚生活                    | 池乃めだか 他   | |        |
| 10月29日         | #81    | 800万円ひ〜ろた！                   | 板尾創路 他     | |        |
| 11月5日          | #82    | めだかのリトルロマンス              | 池乃めだか 他   | この公演より吉野綾が入団。                                                                                 |        |
| 11月12日         | #83    | 近くて遠〜い妻                      | 東野幸治 他     | オープニングトークゲストに坂田利夫が出演。                                                                 |        |
| 11月19日         | #84    | 新妻は36も年が下                    | 池乃めだか 他   | オープニングトークゲストに伊吹太郎が出演。                                                                 |        |
| 11月26日         | #85    | 恋愛やめますか、ヤクザやめますか    | 板尾創路 他     | オープニングゲストに前田五郎が出演。                                                                       |        |
| 12月3日          | #86    | よわーい警官、つよーい婆さん        | 桑原和男 他     | |        |
| 12月10日         | #87    | 結婚式におじゃましまんにゃわ        | 板尾創路 他     | |        |
| 12月17日         | #88    | 今どきの泥棒やないでなぁ            | 桑原和男 他     | |        |
| 12月24日         | 最終回 | お産でパニック！う、うまれるー！    | 板尾創路 他     | この公演より浅香あき恵が小田真理に改名の上復帰。                                                           |        |

## BSよしもと未放送回
| タイトル                       | 座長       | 上演記録            | 備考                                                                     |
| 花月爆笑劇場                   |            |                     |                                                                          |
| ------------------------------ | ---------- | ------------------- | ------------------------------------------------------------------------ |
| 絶対にハゲない方法             | 木村進     | 84年6月中席         | 山小屋が舞台。                                                           |
| トンビがタカ                   | 木村進     | 84年6月下席         | 旅館が舞台。                                                             |
| ゼロの笑点                     | 室谷信雄   | 84年7月中席         | ホテルが舞台。                                                           |
| 海のドキュメント               | 木村進     | 84年8月上席         | 海の家が舞台。入団前の内場勝則も出演。                                   |
| 恋のシンドローム               | 間寛平     | 84年8月中席         | 喫茶店が舞台。                                                           |
| 赤い放浪記                     | 木村進     | 84年11月中席        | 田舎の郵便局が舞台。                                                     |
| うる星ばあさん                 | 木村進     | 84年11月中席 特プロ | 新婚夫婦の家が舞台。                                                     |
| 恋のスクランブル               | 池乃めだか | 84年11月下席        | ホテルが舞台。室谷信雄が休演のため、池乃めだかが繰り上げで座長を務めた。 |
| 役者バカだよ人生は             | 木村進     | 85年2月下席         |                                                                          |
| 逃げた花嫁                     | 船場太郎   | 85年4月中席 特プロ  |                                                                          |
| 危険な関係                     | 木村進     | 85年5月中席         | GAORA.BSよしもと未放送。                                                 |
| 泥棒日記                       | 木村進     | 85年6月上席         | GAORA.BSよしもと未放送。                                                 |
| 大久米. 島八郎                 | 岡八郎     | 85年7月上席         |                                                                          |
| 刑事もどき                     | 岡八郎     | 85年7月上席 特プロ  | GAORA.BSよしもと未放送。                                                 |
| アイスるタイガース             | 間寛平     | 85年7月下席 特プロ  | 喫茶店が舞台。                                                           |
| 愛ふたたび                     | 岡八郎     | 85年8月上席         |                                                                          |
| 21年目の奇跡                   | 岡八郎     | 85年8月上席 特プロ  | GAORA.BSよしもと未放送。                                                 |
| おじんとおばんとマツタケと     | 木村進     | 85年9月上席 特プロ  | 農家が舞台。                                                             |
| カンパク質を摂ろう             | 岡八郎     | 85年9月中席         | 料理屋が舞台。                                                           |
| おじいちゃんのウィークポイント | 木村進     | 85年10月上席        | この公演を最後に前田政二が退団。                                         |
| それは美談ではじまった         | 間寛平     | 85年10月下席        | 食堂が舞台。                                                             |
| 結婚フィーバー                 | 木村進     | 85年11月中席        | 結婚式場が舞台。                                                         |
| 私はコレでやめました           | 間寛平     | 85年11月下席        | 寿司屋が舞台。                                                           |
| 阿呆しんぼう                   | 木村進     | 86年2月上席         | GAORA.BSよしもと未放送。                                                 |
| 兄は弟より年が上               | 間寛平     | 86年4月下席         | GAORA.BSよしもと未放送。                                                 |
| ひと皮むけば                   | 木村進     | 86年5月上席         | GAORA.BSよしもと未放送。                                                 |
| めぐり愛                       | 木村進     | 86年6月上席         | GAORA.BSよしもと未放送。                                                 |

| タイトル           | 座長   | 上演記録           | 備考                                                                |
| お笑い花月劇場     |        |                    |                                                                     |
| ------------------ | ------ | ------------------ | ------------------------------------------------------------------- |
| 浮気の代償         | 木村進 | 84年4月中席 特プロ | 木村進が珍しくハゲ親父を演じている。舞台は旅館。                    |
| 老いらくの恋       | 木村進 | 84年5月中席 特プロ | 木村進が桑原和男の神様ギャグ→花笠音頭という珍しいギャグを披露した。 |
| 初恋うつむきかげん | 間寛平 | 85年4月下席        | ゲストにダウンタウンとハイヒールが登場。舞台は喫茶店。              |

| タイトル               | 出演            | 上演記録     | 備考                                                        |
| よしもと新喜劇         |                 |              |                                                             |
| ---------------------- | --------------- | ------------ | ----------------------------------------------------------- |
| たまたまあぶない名探偵 | チャーリー浜 他 | 89年12月下席 | 2022年7月17日に放送予定だったものの、急遽差し替えとなった。 |